# Contea di Edessa
La contea di Edessa fu uno Stato feudale esistito tra il 1098 e il 1150 nel Vicino Oriente, la cui capitale era l'omonima città mesopotamica attualmente nota come Şanlıurfa, in Turchia. Fu il primo territorio a passare sotto diretto controllo cristiano durante la prima crociata, divenendo quindi il più antico Stato crociato esistente.
La città di Edessa in realtà, dopo decenni di instabilità e continui passaggi di mano, si era già liberata dal dominio islamico con la ribellione del suo governatore armeno Thoros, il quale tuttavia, per garantire la sopravvivenza dell'autonomia cittadina, aveva chiesto aiuto alle armate crociate che stavano allora marciando verso Gerusalemme. Tra tutti i capi crociati, all'appello di Thoros rispose solo Baldovino di Boulogne, che con un piccolo esercito prese il controllo di Edessa nel 1098. Poco dopo l'assassinio di Thoros, Baldovino prese ufficialmente possesso della città e si dichiarò conte di Edessa, rimanendolo fino al 1100. Grazie alla sua fama di abile combattente, la contea si espanse velocemente in tutte le direzioni e si collegò agli Stati crociati nel frattempo formatisi; inoltre, il suo dominio efficiente e spietato creò una solida amministrazione locale sul modello feudale europeo.
Nel 1100, Baldovino I fu chiamato a succedere al fratello Goffredo di Buglione come re di Gerusalemme, e divenne quindi nuovo conte di Edessa il crociato Baldovino di Le Bourg. Nonostante una disastrosa sconfitta subita da Baldovino II alla battaglia di Harran nel 1104, la contea sopravvisse e spesso costituì una barriera tra gli Stati crociati della costa e i turchi selgiuchidi dell'interno, subendo frequenti invasioni provenienti dall'Iraq. Baldovino II fu a sua volta eletto re di Gerusalemme nel 1118, e la contea passò a Joscelin I di Edessa, che ne continuò l'espansione e il consolidamento. Il dominio di Joscelin I coincise con un'epoca d'oro per la contea, che negli anni 1120 raggiunse la sua massima estensione. Dopo la morte di Joscelin I nel 1131, il figlio Joscelin II di Edessa non si dimostrò all'altezza dei predecessori; la sua debole guida, la posizione geograficamente esposta della contea e le ambizioni su di essa dell'atabeg musulmano Zengi ne causarono quindi presto il crollo. Nel 1144, Zengi conquistò Edessa e tutta la parte orientale della contea; dopo la morte improvvisa dell'atabeg, Joscelin II riconquistò brevemente Edessa nel 1146, ma il suo esiguo esercito fu presto ricacciato indietro dal nuovo capo musulmano Norandino, che si spinse a conquistare anche le ultime fortezze rimaste agli edesseni.
La caduta della città, fino ad allora l'avamposto crociato posto più a est in Oriente, traumatizzò l'Europa del tempo, e fu il casus belli della seconda crociata, proclamata da papa Eugenio III il 1º dicembre 1145 con la bolla Quantum praedecessores. La seconda crociata si rivelò tuttavia un completo fallimento, in quanto fallì nell'obiettivo di riconquistare Edessa. Nel 1150 cadde anche il castello di Turbessel, ultimo baluardo cristiano della zona, mettendo quindi fine alla contea. Il conte Joscelin II, preso prigioniero da Norandino, morì in catene nel 1159; il figlio Joscelin III e la nipote Beatrice continuarono a proclamarsi conti di Edessa, ma invano, e il titolo infine si estinse.
Nonostante la sua classe dirigente fosse principalmente di origine francese e fedele alla chiesa latina, nella contea di Edessa la maggioranza degli abitanti era armena e siriaca di fede apostolica oppure giacobita, con la presenza di minoranze ortodosse e islamiche. Armeno fu anche il principale storico della contea, Matteo di Edessa, il quale stilò una cronaca in lingua armena, per poi morire durante la caduta della capitale nel 1144. L'economia edessena era prospera, ma fu duramente colpita dal continuo stato di guerra in cui venne a trovarsi la contea durante la sua esistenza.

## Etimologia
Nelle fonti la contea conservò il nome di epoca classica della sua capitale, Edessa, fondata dall'imperatore Seleuco I nel III secolo a.C. e omonima della città macedone di Edessa. Ai contemporanei, tuttavia, la città (e quindi anche la contea) era nota anche coi nomi alternativi di Rohas o Urha.

## Geografia

### Confini e territorio

Estensione approssimativa della contea di Edessa al momento di massima espansione negli anni 1130

Situazione comune a molti Stati medievali, i confini della contea di Edessa non erano ben definiti, complice l'aspro terreno sul quale sorgeva, prevalentemente desertico, stepposo o montagnoso. Inoltre, a differenza degli altri Stati crociati, dai quali era assai lontana, non aveva sbocco sul mare, rimanendo quindi sempre difficilmente raggiungibile e solo via terra. L'unica risorsa idrica e via d'accesso naturale alla contea era il fiume Eufrate, la cui alta valle era dominata proprio dall'antica città di Edessa, posta ad est del fiume, quindi sbilanciata verso oriente ed esposta facilmente ad attacchi da quella direzione.
Il territorio edesseno era sostanzialmente spaccato in due metà pressoché uguali dal fiume Eufrate. La parte orientale, più desertica ma anche più fertile per l'immediata presenza del fiume, era dominata da poche grandi città, principalmente la stessa Edessa e Saruj, più Harran subito oltre i confini meridionali della contea. La parte occidentale, maggiormente collinosa e montagnosa, vedeva prevalere agglomerati urbani di piccole dimensioni presidiate da fortezze, come Ravendel, Melitene, Samosata, Bira e soprattutto Turbessel, secondo insediamento della contea per importanza.

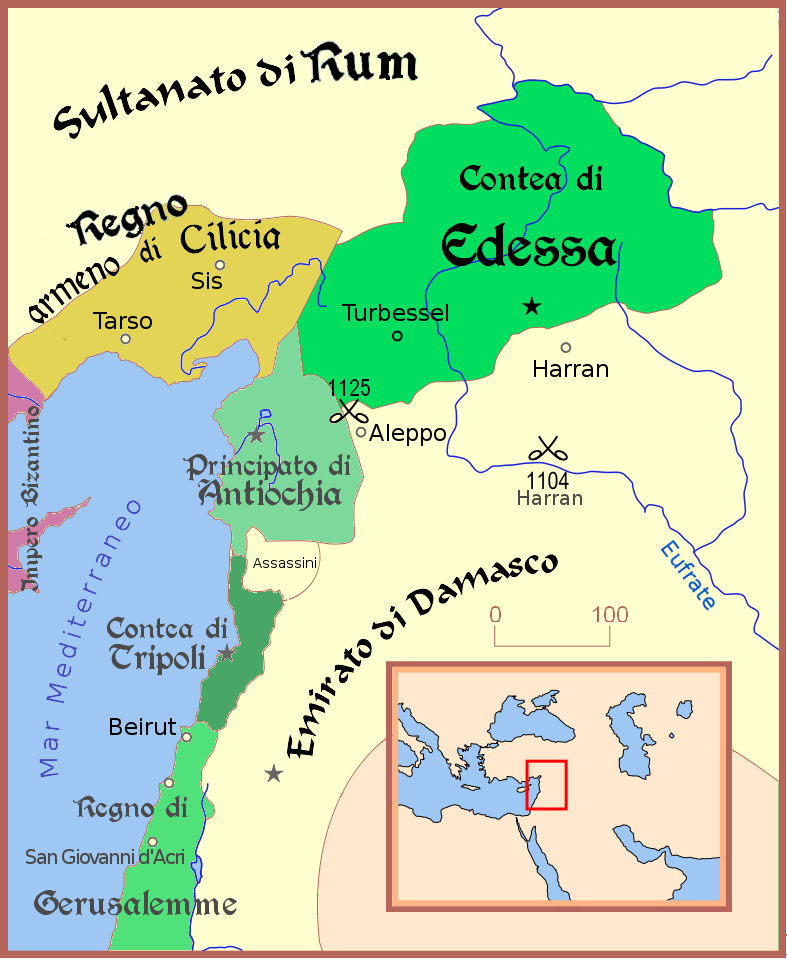
Collocazione della contea di Edessa e degli altri Stati crociati

Il territorio della contea, almeno nel momento della sua massima estensione alla morte del conte Joscelin I di Edessa nel 1131, si sviluppava dai confini del principato d'Antiochia ad ovest fino ad oltre l'Eufrate ad est, mentre a sud lambiva i territori delle potenti città musulmane di Aleppo e Mosul e la desolata regione della Giazira, dove la sua frontiera era evanescente. La contea costituiva quindi un utile Stato cuscinetto tra i domini musulmani e quelli cristiani, risultando utile soprattutto a protezione di Antiochia di Siria (con la quale tuttavia, i rapporti non erano spesso idilliaci).

### Clima
Come riportato da cronisti come Matteo di Edessa, il clima della contea era variabile, alternando periodi di precipitazioni regolari ad altri di prolungata assenza di piogge, cosa che rendeva la zona soggetta al rischio di siccità.

## Società

### Demografia

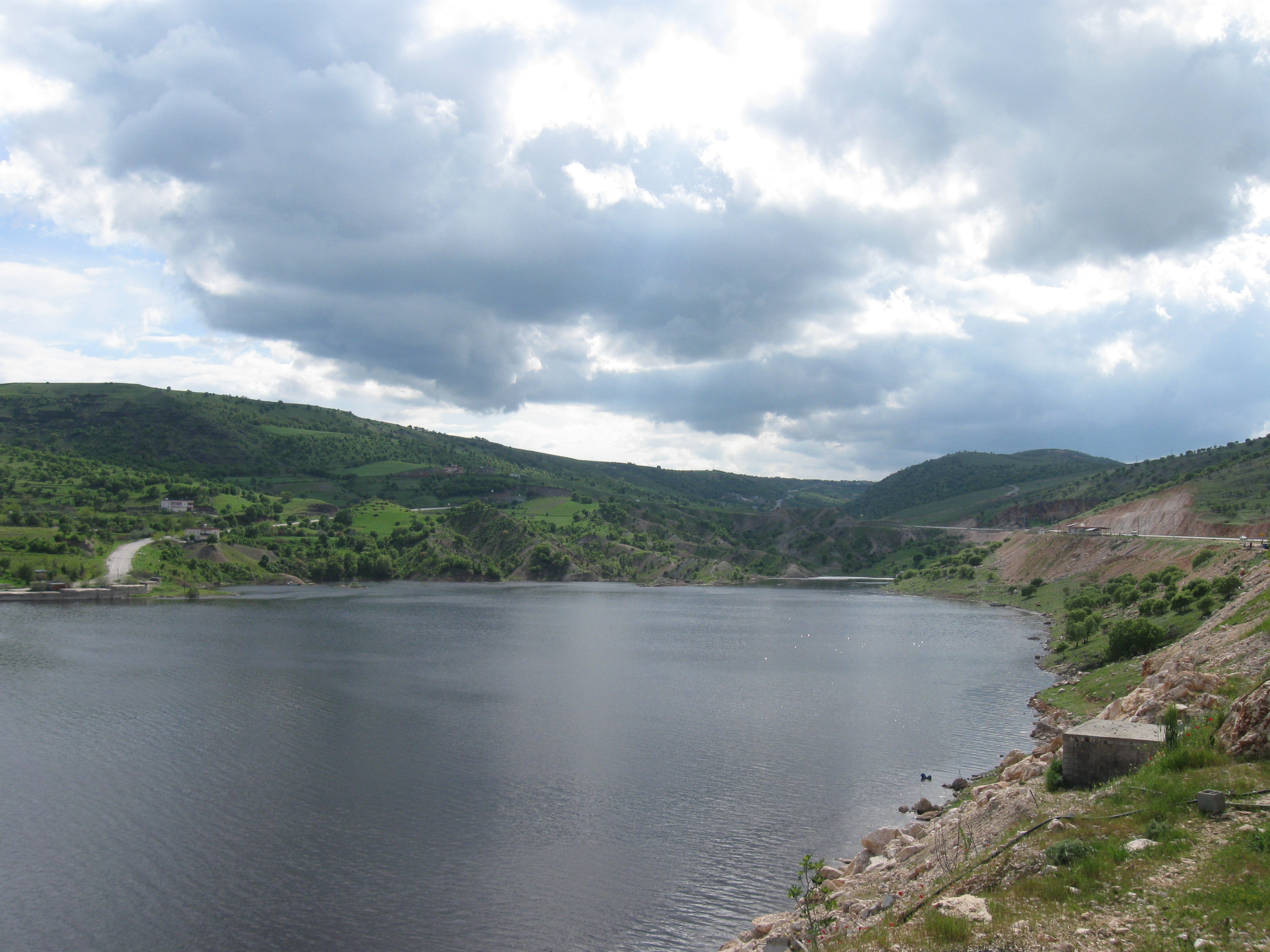
Un tratto dell'Eufrate nei pressi dell'antica Bira

La contea di Edessa fu uno tra i più estesi degli Stati crociati in termini di territorio, sebbene fosse uno dei più piccoli per popolazione. A parte poche città vere e proprie come Edessa e Saruj, il resto della contea consisteva per la maggior parte di fortezze di origine bizantina attorno alle quali erano cresciuti insediamenti di medie dimensioni, come ad esempio Turbessel, Ravendel e Melitene. A parte una ridotta classe dirigente di origine franca o franco-armena, le maggiori componenti etniche della contea erano in primis costituite da armeni e poi siriaci (quest'ultimi chiamati Caldei dal cronista Guglielmo di Tiro). Anche il numero di combattenti di origine europea restò sempre basso, tanto che gli storici stimano la presenza di circa mille soldati residenti nella contea di Edessa, al netto della presenza di alcuni pellegrini che saltuariamente ne accrescevano il totale. Poiché dunque i franchi costituivano una minoranza, fu più difficile preservare i propri usi e costumi, i quali subirono un lento processo di orientalizzazione che stupì regolarmente chi giungeva dall'Europa; una simile trasformazione si dovette alla necessità di adattarsi al clima, alle condizioni fisiche e alle risorse naturali disponibili. Del resto, le unioni tra i nuovi venuti latini e gli edesseni autoctoni erano frequenti, tanto che i primi tre conti di Edessa ebbero tutti una moglie locale e il quarto e ultimo conte era figlio di una nobile armena.

### Religione
Gli abitanti erano per la maggior parte cristiani della Chiesa ortodossa siriaca e della Chiesa apostolica armena, con alcuni greci ortodossi e musulmani. Da segnalare la presenza a Edessa anche di una comunità nestoriana, branca cristiana estintasi nel resto del Levante. Particolarmente rilevante era la presenza di ortodossi siriaci, di cui proprio Edessa era la principale sede religiosa. Anche per la chiesa armena Edessa nella prima metà del XII secolo era il principale centro di potere religioso.
Nella città di Edessa quindi coesistevano, spesso in buoni rapporti, quattro patriarchi: latino, ortodosso, apostolico e giacobita, anche se il cristianesimo latino non prese mai molto piede nella contea. Con il tempo, tuttavia, le comunità ortodosse entrarono in contrasto con quelle latine, ma a differenza degli armeni e dei giacobiti non furono mai tentati di complottare con i musulmani, agognando un ritorno dei bizantini. In più occasioni si registrò la comunione tra la chiesa latina e quella siriaca, spesso in occasione dei battesimi.
Può considerarsi inoltre verosimile di altre minoranze di credo, come del resto attestato nelle altre realtà crociate situate più a meridione. In definitiva, appare corretto ravvisare che, a livello religioso, Edessa era un crogiolo delle diverse branche del cristianesimo allora esistenti, che assieme costituivano comunque la maggioranza religiosa del posto.

## Storia

### Edessa dai turchi agli armeni e all'insediamento latino

#### La città contesa

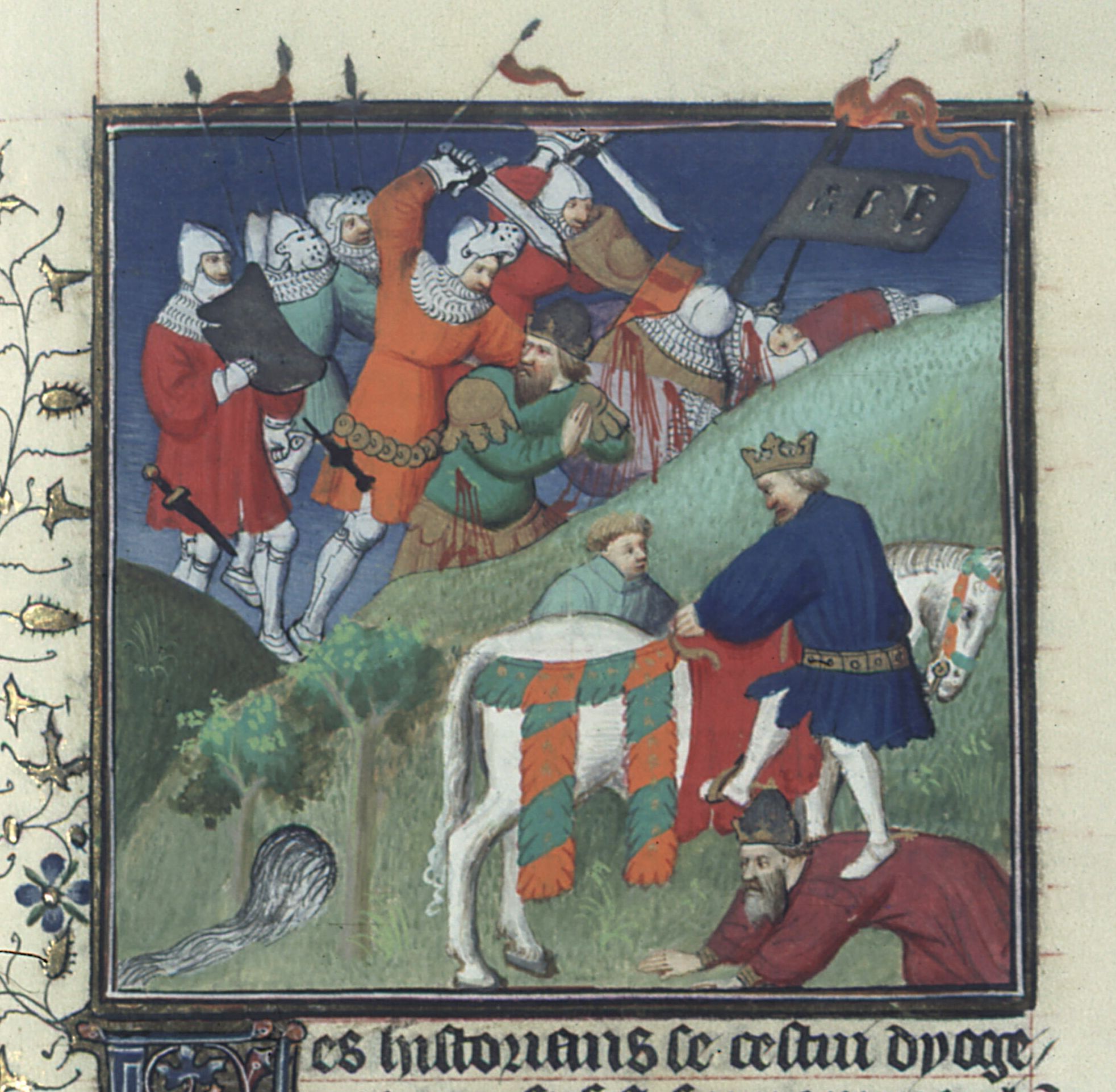
Miniatura della battaglia di Manzicerta, dopo la quale l'impero bizantino perse il controllo dell'Anatolia permettendo ai turchi selgiuchidi di dilagare verso ovest e mettendo in moto gli eventi che condussero alla prima crociata

La contea di Edessa, sebbene indissolubilmente legata all'epoca delle crociate, era in realtà nata già in precedenza come entità politica. Durante l'XI secolo gli armeni erano migrati in massa verso la Cilicia e il Tauro, stabilendo numerose comunità sparse e semi-indipendenti. Dopo il caos seguito alla battaglia di Manzicerta del 1071, il potere dell'impero bizantino in Anatolia si era del tutto dissolto, e dove non si erano imposti i turchi selgiuchidi erano andati al potere vari principi locali, costituendo numerosi piccoli potentati più o meno importanti. Il generale armeno Filareto Bracamio riuscì a costituire un principato indipendente, predecessore del regno armeno di Cilicia, ma esso non sopravvisse a lungo e crollò nel giro di pochi anni sotto la costante pressione dei selgiuchidi. A livello locale, invece, resistettero e mantennero la propria autonomia numerosi sovrani armeni, come Gabriele di Melitene, Thatoul di Germanicia, Kogh Vasil di Kaysun e Thoros di Edessa. Per un certo periodo, tali staterelli condussero una precaria politica ambivalente, dichiarandosi talvolta fedeli a Bisanzio e talaltra ai turchi, al fine di mantenere la propria autonomia.
Edessa, in particolare, fu oggetto di aspra contesa tra i vari conquistatori del periodo. Dopo il crollo del principato armeno di Filareto, la città fu espugnata dai turchi selgiuchidi nel 1087, per poi essere governata dall'emiro Buzan. L'emirato di Edessa ebbe comunque vita breve, poiché nel 1094 l'emiro selgiuchide di Damasco Tutush I uccise Buzan, catturò Edessa e insediò come governatore l'armeno Thoros, un vecchio luogotenente di Filareto.

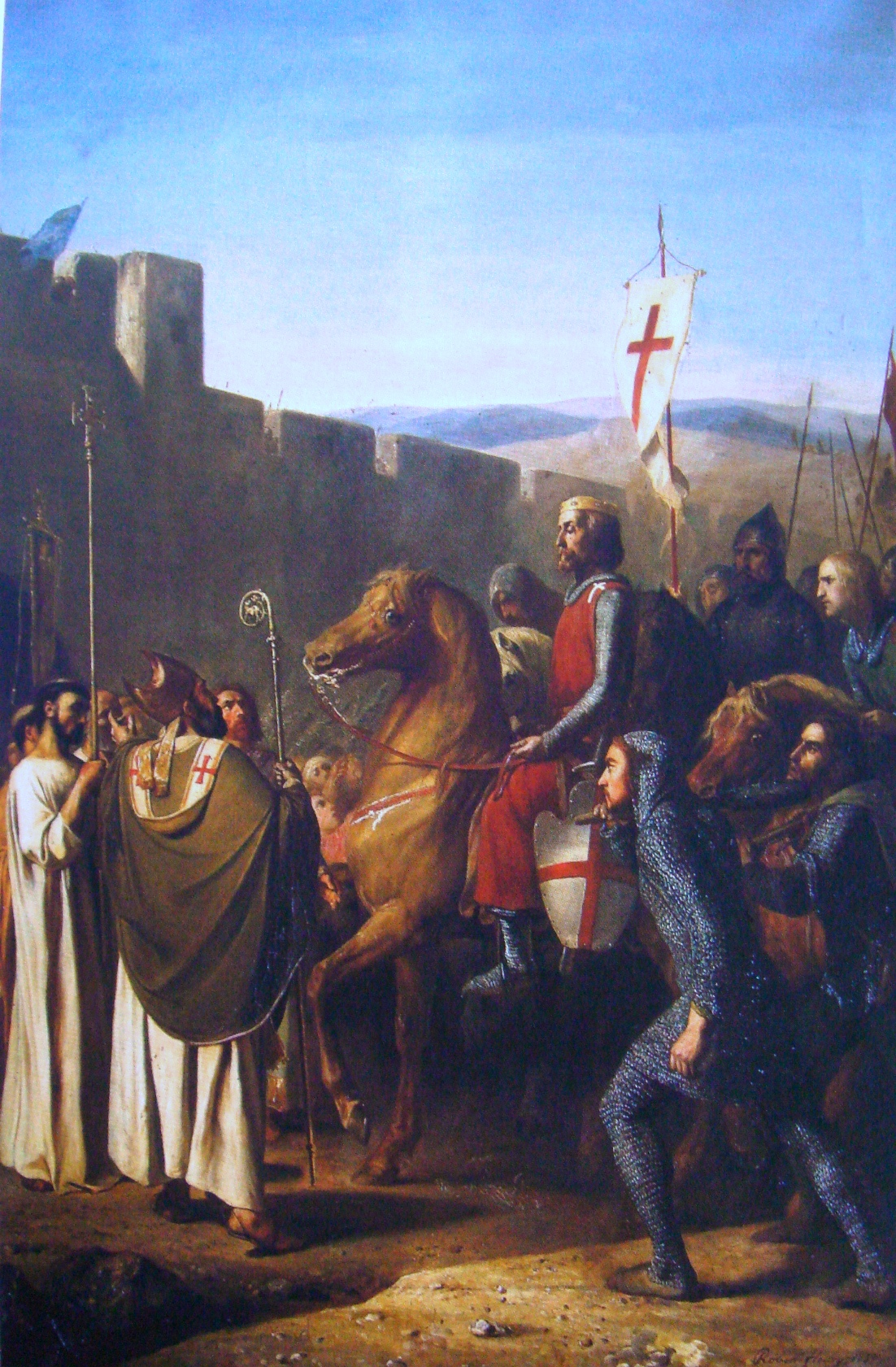
Baldovino I entra a Edessa (dipinto di Joseph-Nicolas Robert-Fleury, 1840)

Nel 1095, con un repentino colpo di mano, Thoros eliminò la guarnigione turca della cittadella di Edessa e si rese padrone della città. Inizialmente resistette ai contrattacchi turchi, ma comprese che da sole le forze edessene non sarebbero bastate a salvaguardare l'indipendenza. Decise così di chiedere aiuto alle armate europee che allora transitavano per l'Anatolia impegnate nella prima crociata, che considerava potenzialmente alleate in virtù della comune religione cristiana. Alle richieste di aiuto armene risposero due dei comandanti cristiani, Baldovino di Boulogne e Tancredi d'Altavilla, che nell'estate 1097 partirono dalla loro base di Eraclea Cibistra con due spedizioni separate al fine di raggiungere i territori armeni.

#### La conquista cristiana
I comandanti crociati erano desiderosi di ritagliarsi dei domini personali, come apparve evidente dal conflitto armato scoppiato tra Baldovino di Boulogne e Tancredi d'Altavilla per il possesso di zone della Cilicia. Tancredi, impossessatosi delle città di Tarso e Mamistra, obbligò quindi Baldovino a rinunciare a quella regione e a spingersi verso oriente, giungendo prima a Germanicia e infine ad Edessa. Non è chiaro perché Baldovino scelse di puntare su Edessa, così sbilanciata verso oriente e lontana dai percorsi dei crociati; la sua intenzione era forse creare una testa di ponte cristiana oltre l'Eufrate per permettere una successiva espansione dei crociati, oppure solamente impedire il facile accesso ai turchi nelle terre a ovest del fiume. Del resto, Baldovino si era già distinto come il più indipendente tra i comandanti cristiani, poiché spesso si staccava dalla colonna militare principale fiutando lucrose occasioni di bottino e conquista.

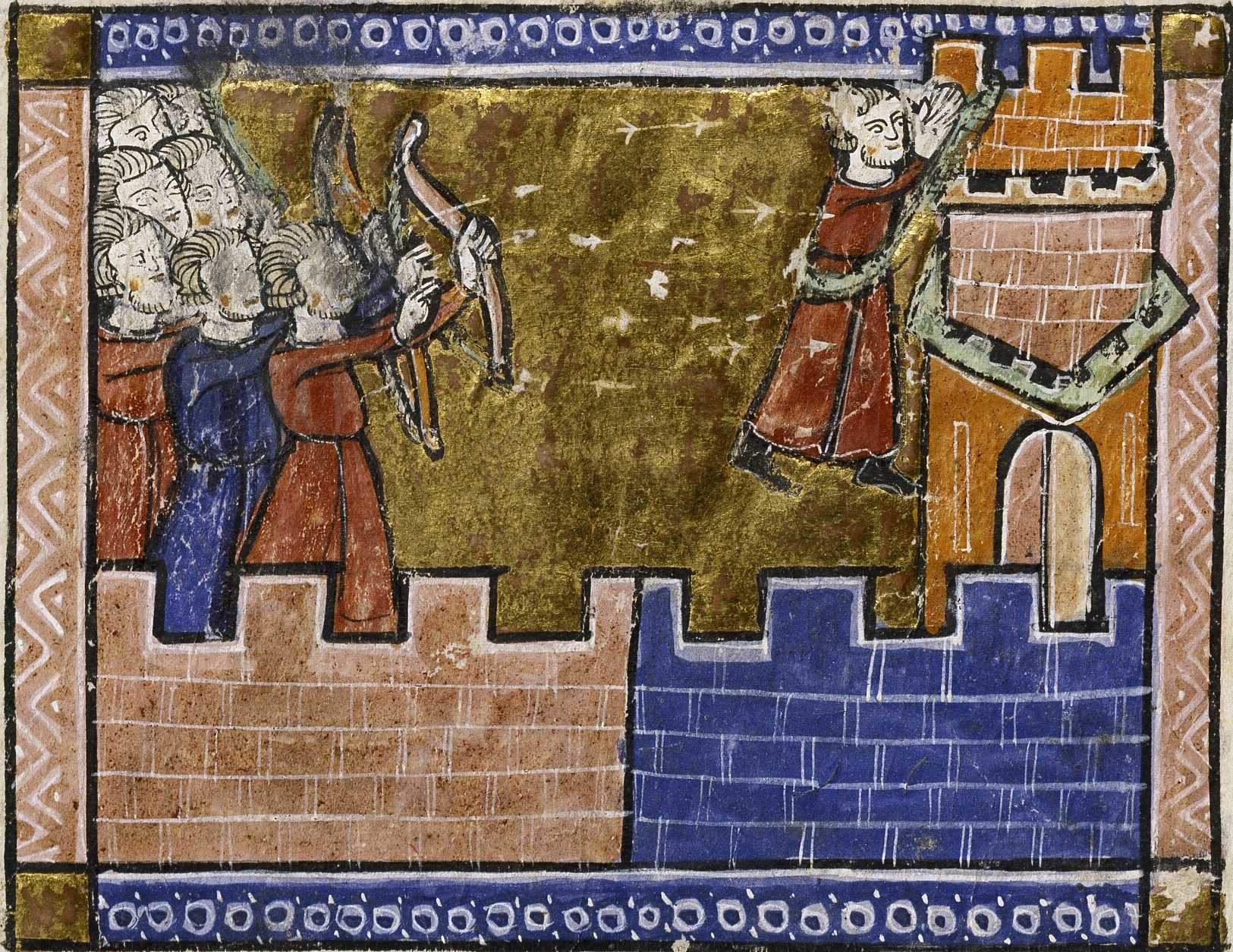
L'assassinio di Thoros di Edessa in una miniatura dell'epoca

Giunto alle propaggini estreme dell'Anatolia, Baldovino fu accolto dalla popolazione cristiana e appoggiato dai nobili armeni, con i quali da tempo aveva preso contatti per ottenere sostegno militare. Alla fine del 1097, i crociati conquistarono numerosi territori ad ovest dell'Eufrate, comprese le due importanti fortezze di Ravendel e Turbessel. Conscio della propria posizione di superiorità, Baldovino allora indugiò per qualche tempo al preciso scopo di mettere pressione a Thoros, il quale fu costretto a rinnovare le proprie richieste di aiuto a condizioni più svantaggiose per timore di aggressioni dell'emiro turco Kirbogha, intento a prepararsi per colpire i crociati. Nel gennaio del 1098, Baldovino ricevette quindi degli ambasciatori di Thoros, che lo invitavano ufficialmente a raggiungere Edessa per assistere nella sua difesa, in cambio dell'adozione da parte dello stesso Thoros e al riconoscimento come suo erede.
All'inizio di febbraio Baldovino lasciò Turbessel con 80 cavalieri e si diresse verso Edessa, sfuggendo alle imboscate dei turchi di Samosata, timorosi dell'ascesa di uno Stato cristiano nelle vicinanze. Giunse in città il 6, accolto tra grandi feste dalla popolazione, e fu subito sottoposto a una singolare cerimonia di adozione da parte di Thoros e della moglie, diventando a tutti gli effetti co-reggente di Edessa. Con l'adozione del crociato, Thoros sperava di certo di rafforzare la propria posizione, già fragile per gli attacchi dei turchi, e acquietare il dissenso crescente tra la popolazione edessena, fedele alla Chiesa apostolica armena o a quella ortodossa siriaca (mentre invece il governatore era ortodosso bizantino), esasperata dalle onerose tasse imposte da Thoros e diffidente dei suoi legami culturali con Bisanzio e politici coi turchi. Tuttavia, già il 9 marzo 1098 Thoros fu vittima di una congiura, assassinato nel corso di una sommossa animata dalla stessa popolazione armena, forse con la complicità dello stesso Baldovino; per Fulcherio di Chartres la morte di Thoros fu una resa dei conti interna al popolo armeno alla quale Baldovino era del tutto estraneo, mentre Alberto di Aquisgrana asserisce che il cavaliere quantomeno doveva essere a conoscenza del complotto, mentre infine Matteo di Edessa accusa apertamente Baldovino di aver avallato la sommossa contro il genitore adottivo, preferendo non far nulla per opporvisi e ottenere così più facilmente il potere assoluto su Edessa.

### Nascita della contea e governo di Baldovino I (1098-1100)

#### Formazione della contea

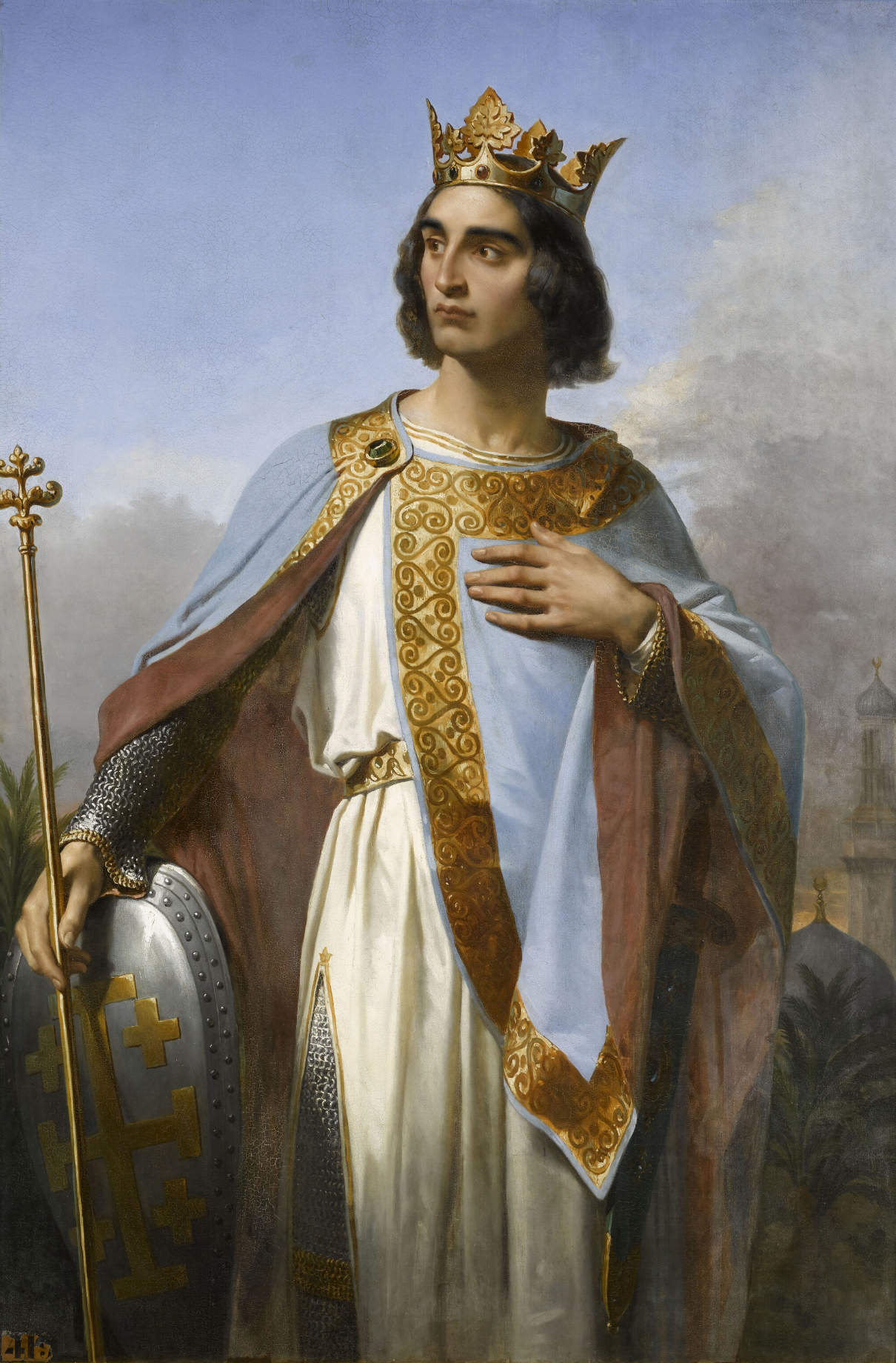
Baldovino I di Edessa, ritratto come re di Gerusalemme da Merry-Joseph Blondel (1844)

Morto Thoros, Baldovino di Boulogne assunse il potere in città, proclamandosi conte di Edessa come Baldovino I. Almeno inizialmente, ebbe il pieno appoggio della popolazione e di buona parte della nobiltà locale, potendo anche godere dell'ingente patrimonio ereditato da Thoros. Il fulmineo successo di Baldovino turbò i vicini turchi, a tal punto che l'emiro di Samosata si offrì di vendergli i propri domini per 10 000 bisanti. Poco dopo quindi Baldovino entrò trionfalmente anche in quella città, prendendone possesso senza colpo ferire e liberando numerosi ostaggi, connettendo così i suoi domini orientali a quelli occidentali e garantendo quindi una continuità territoriale alla neonata contea, primo Stato feudale dell'Oltremare.
Paradossalmente, i successi di Baldovino in Anatolia drenarono preziose risorse alla prima crociata, tanto che molti cavalieri abbandonarono la spedizione principale per raggiungere Edessa e mettersi al servizio del vittorioso signore. Baldovino favorì l'integrazione di questi cavalieri con la locale nobiltà, facendo così nascere una peculiare aristocrazia franco-armena che avrebbe governato la contea durante la sua esistenza, vestendosi e comportandosi egli stesso per un certo tempo secondo gli usi e i costumi armeni. Lo stesso Baldovino si sposò con una nobildonna locale, Arda d'Armenia, dalla quale tuttavia non ebbe figli (alcune cronache coeve lasciano intendere che Baldovino avesse tendenze omosessuali). La fusione tra i nuovi arrivati latini e i precedenti residenti orientali aveva una chiara funzione di stabilizzazione, che Baldovino avrebbe replicato anche quando pochi anni più tardi sarebbe stato chiamato a governare il Regno di Gerusalemme; ciò, unito anche alla tolleranza che Baldovino dimostrò verso gli abitanti musulmani della contea, gli attirò presto le critiche e talvolta le maledizioni della Chiesa e persino dei suoi stessi cavalieri.

#### Prime campagne militari

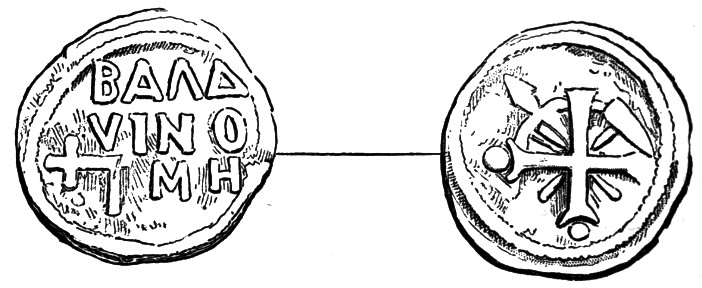
Stampa di una moneta emessa da Baldovino I di Edessa, con scritte in greco medievale

Inizialmente i signori musulmani autoctoni ritenevano che Baldovino non sarebbe rimasto permanentemente ad Edessa, e addirittura molti, credendo che fosse un semplice mercenario, gli offrirono compensi in denaro per condurre campagne militari in proprio nome. Nello stesso 1098, infatti, Baldovino fu ingaggiato dagli emiri artuqidi per riconquistare la città di Saruj, non lontana da Edessa e che si era loro ribellata; il conte riuscì facilmente a espugnare l'obiettivo e ne approfittò per eliminare anche l'emiro di Samosata, che si era rifugiato lì e stava tramando contro di lui. Una volta soggiogata, Saruj non fu restituita al dominio musulmano, ma annessa alla contea di Edessa; si trattò del primo insediamento interamente arabo e musulmano conquistato dai crociati, ma per la sorpresa e lo scandalo dei suoi contemporanei, Baldovino non espulse gli abitanti dalla città né vietò loro di praticare l'Islam, dimostrandosi anzi assai tollerante.
Nella prima metà del 1098 Baldovino continuò l'espansione della contea, desideroso di consolidare quanto più possibile i suoi domini. La conquista principale di questo periodo coincise con la città di Bira, importante crocevia che controllava un guado sull'Eufrate che conduceva alle fortezze di Turbessel e Ravendel. La rapida espansione della contea di Edessa mise in allarme i vicini signori musulmani, che cominciarono a temere per la propria indipendenza; nel maggio del 1098, l'emiro di Mosul Kirbogha attaccò Edessa con un poderoso esercito, aggredendola per tre settimane. L'iniziativa di Kirbogha fu tuttavia fallimentare, non solo perché l'assalto non riuscì, ma anche perché distolse importanti forze islamiche dal partecipare all'assedio di Antiochia, vinto infine dai crociati e che avrebbe condotto alla fondazione del principato d'Antiochia, secondo Stato crociato dopo la contea di Edessa.

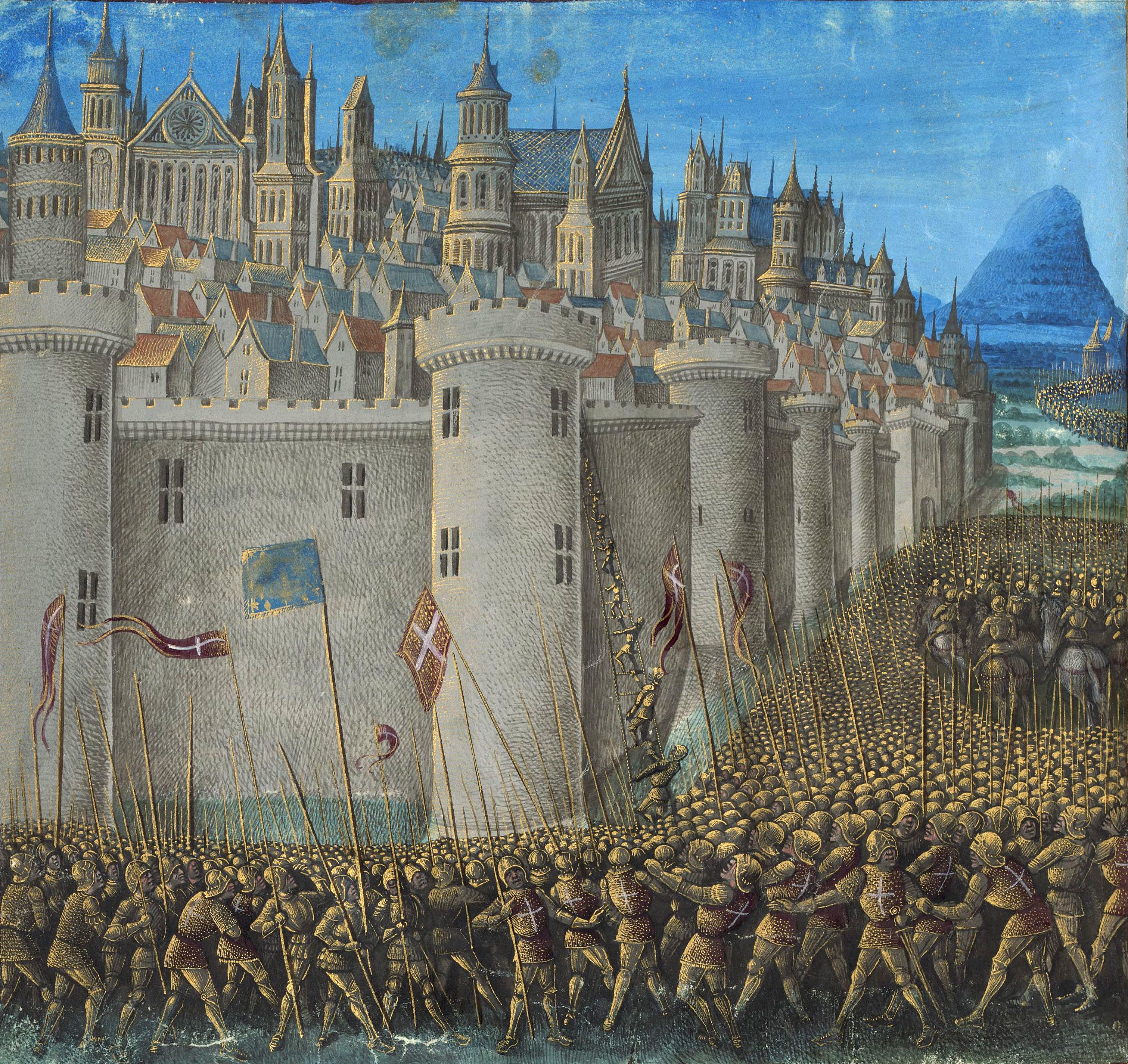
La resistenza di Edessa nel 1098 fu cruciale per permettere lo sblocco dell'assedio di Antiochia e la successiva avanzata cristiana verso Gerusalemme

Respinta la minaccia islamica, Baldovino poté concentrarsi sul governo della contea, che rese uno Stato feudale a guida assoluta del conte. Col passare dei mesi e l'afflusso di cavalieri franchi, Baldovino esautorò sempre più la nobiltà armena dal potere, sbarazzandosi infine dei principali oppositori dopo la scoperta di un supposto complotto ai suoi danni al termine del 1098. Alberto di Aquisgrana riporta quindi che Baldovino divenne «un uomo temuto a Edessa», a testimonianza dello stretto controllo che ormai deteneva della città e della contea. Nel 1099 la contea di Edessa, ad appena un anno dalla sua fondazione, era un'entità politica forte e prospera, e il suo conte Baldovino I, passato in pochissimo tempo da capo minore della prima crociata a monarca indipendente, una delle personalità del periodo maggiormente temute e ammirate. Tra il 1099 e il 1100 la contea sperimentò un'intensa siccità per la cronica mancanza di pioggia, ma nella stagione successiva le precipitazioni tornarono regolari e l'agricoltura edessena si riprese. In quel periodo comunque il conte non era presente, essendosi recato in pellegrinaggio a Gerusalemme e rientrando ad Edessa all'inizio del 1100.

Espansione della Contea di Edessa dal 1098 al 1131

Nello stesso periodo, nacque la decennale e persistente rivalità di Edessa col vicino principato d'Antiochia. Il fattore scatenante fu la richiesta di aiuto del principe armeno Gabriele di Melitene, che nel 1100 domandò soccorso al principe Boemondo I d'Antiochia contro i turchi danishmendidi che minacciavano i suoi domini. Gabriele, timoroso del sempre più potente conte di Edessa, preferì quindi rivolgersi a un signore più lontano anziché al proprio vicino per paura di avere lo stesso destino di Thoros, e ciò inevitabilmente causò attriti duraturi tra i signori di Antiochia ed Edessa per motivi di prestigio. La spedizione di soccorso del principe Boemondo culminò tuttavia in una grande disfatta nella battaglia di Melitene, tanto che lo stesso Boemondo fu catturato dagli islamici. Approfittando della situazione vantaggiosa, Baldovino si mosse repentinamente e, con soli 140 cavalieri, partì da Edessa per fortificare Melitene, la quale certamente non desiderava cadesse in mani musulmane, nonostante gli screzi col suo principe Gabriele. Il capo turco Danishmend Ghazi, che si accingeva ad assediare la città, fu intimorito dalla fama di Baldovino e, credendo disponesse di un enorme esercito, si ritirò e consegnò di fatto Melitene al conte di Edessa. Baldovino lasciò una guarnigione in città per assicurarsene il controllo, ampliando così ancora i propri domini col minimo sforzo e senza colpo ferire. Dopo la presa di Melitene, Baldovino I fece appena in tempo a rientrare ad Edessa che lo raggiunse la notizia della morte del fratello Goffredo di Buglione e della sua elezione a re di Gerusalemme.

### Baldovino II (1100-1119)

#### L'ascesa di Baldovino di Le Bourg

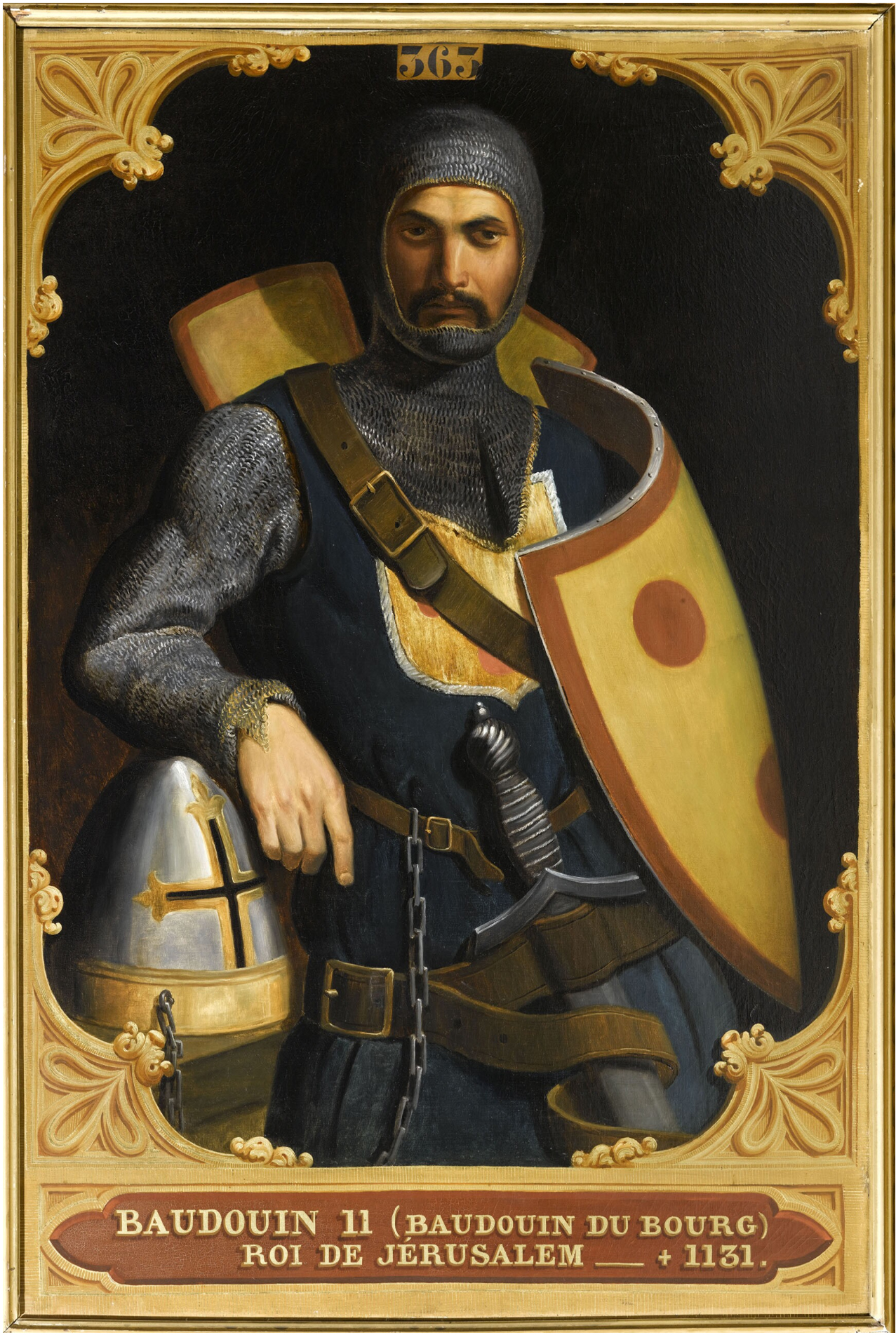
Baldovino II di Edessa immaginato dal pittore francese Édouard Alexandre Odier (1843 circa)

La morte senza eredi di Goffredo di Buglione, difensore del Santo Sepolcro, aveva lasciato il Regno di Gerusalemme senza un capo. I nobili crociati avevano quindi scelto di eleggere nuovo sovrano il fratello di Goffredo, ovvero proprio Baldovino di Edessa, che fino ad allora si era dimostrato tra i più capaci capi militari cristiani impegnati nella prima crociata. Sebbene si fosse costruito un forte centro di potere a Edessa, Baldovino accettò subito di prendere possesso della Città Santa, e tra agosto e settembre organizzò la propria successione nella contea. Non avendo a sua volta figli che potessero succedergli, nominò proprio erede un cugino, Baldovino di Le Bourg, all'epoca suo ambasciatore ad Antiochia di Siria, il quale si affrettò quindi a rientrare a Edessa per la nomina a nuovo conte come Baldovino II.
Il 2 ottobre 1100 Baldovino I, ormai re di Gerusalemme, lasciò definitivamente Edessa diretto nel suo nuovo dominio, permettendo al cugino Baldovino II di assumere effettivamente il potere nella contea, nonostante avesse reso omaggio feudale al predecessore. Durante il tragitto verso Gerusalemme, il nuovo re evitò un'imboscata dell'emiro di Damasco Duqaq I presso Beirut. Inizialmente Baldovino II cercò il sostegno dei nobili armeni come già aveva fatto il predecessore in virtù della loro tradizione guerriera, sposando anche la principessa Morfia di Melitene, figlia di Gabriele di Melitene, al fine di consolidare i legami con la nobiltà armena. Presto, tuttavia, anche Baldovino II sviluppò avversione nei confronti dell'aristocrazia locale, defraudando il suocero di buona parte del suo patrimonio e incoraggiando la venuta di nuovi cavalieri franchi per costituire la nuova classe dirigente della contea, a scapito di quella vecchia.
Subito il nuovo conte dovette fronteggiare i nemici musulmani. Nel gennaio del 1101, l'emiro turco Soqman ibn Artuq riconquistò Saruj dopo aver sorpreso lo stesso Baldovino e averlo surclassato in una veloce battaglia; per riconquistare la città e salvare i cristiani rifugiatisi nella cittadella guidati dall'arcivescovo Benedetto di Edessa, Baldovino corse ad Antiochia e raccolse un nuovo esercito di 1 500 uomini tra cavalieri e fanti. Già nel febbraio successivo tornò nella contea, sconfisse Soqman e riconquistò Saruj, mettendola a ferro e fuoco e massacrandone la popolazione musulmana.
Durante i suoi primi anni di regno, Baldovino II si prodigò soprattutto di far liberare Boemondo I d'Antiochia (un'operazione questa non riuscita durante le fallimentari crociate del 1101), raccogliendo parte dell'ingente riscatto da versare ai suoi carcerieri e ottenendone infine il rilascio nel maggio 1103. Baldovino infatti temeva il consolidamento del potere dell'ambizioso principe Tancredi di Galilea, reggente di Antiochia durante la prigionia di Boemondo, preferendo il suo ritorno all'ascesa di un nuovo potenziale nemico. Nacque così una solida alleanza tra i governatori di Edessa e Antiochia, che di lì a breve sarebbe stata determinante per la sopravvivenza della contea. Nel frattempo, era giunto nel Vicino Oriente anche il cavaliere Joscelin de Courtenay, cugino di Baldovino II, che lo infeudò concedendogli il dominio su Turbessel. Assieme, Joscelin e Baldovino intrapresero numerose spedizioni per conquistare nuovi territori, sottomettendo definitivamente importanti insediamenti come Germanicia, che divenne feudo di Joscelin de Courtenay. Adottando lo stile bellico turco, anche gli edesseni cominciarono a compiere periodiche e fulminee razzie dei territori circostanti, devastando i dintorni di città musulmane come Aleppo, Amida, Mardin e al-Raqqa.

#### La battaglia di Harran
(Guglielmo di Tiro, Historia rerum in partibus transmarinis gestarum.)

Situazione del Vicino Oriente e degli Stati crociati nel 1102, poco dopo l'ascesa di Baldovino II di Edessa

Nel 1104 Edessa fu attaccata dagli emiri turchi Jirkimish e Soqman ibn Artuq, che la misero sotto assedio per deviare l'attenzione dei cristiani da Aleppo, città al cui controllo ambivano sia Baldovino II di Edessa che Boemondo I di Antiochia. I due, allora impegnati in una campagna militare congiunta, rientrarono nella contea con anche il supporto di Tancredi di Galilea, ma anziché soccorrere Edessa optarono per una contro-invasione dei domini turchi, mettendo sotto assedio la città musulmana di Harran, sita 48 km a sud di Edessa. Soprattutto Baldovino II, secondo il cronista Guglielmo di Tiro, puntava molto sulla conquista di Harran, che avrebbe permesso di allontanare la frontiera da Edessa rendendola quindi più sicura e di meglio controllare la valle dell'Eufrate. Già da tempo il conte aveva preso di mira il bersaglio, attaccandone e razziandone sistematicamente i territori negli anni precedenti per fiaccarne la resistenza. I crociati ricevettero anche l'offerta di resa dalla stremata popolazione di Harran, ma i capi cristiani litigarono per chi dovesse detenerne il controllo; questa perdita di tempo li portò a non isolare la città, che poté quindi mandare una richiesta di aiuto agli emiri turchi.
Dopo pochi giorni, l'esercito turco levò l'assedio da Edessa e si mosse verso Harran, ingaggiando un primo scontro con le truppe crociate. La prima fase della battaglia di Harran, avvenuta fuori dalle mura della città il 4 maggio 1104, vide una prima vittoria minore dei crociati, che costrinsero l'emiro Soqman a ritirarsi verso sud col proprio esercito. Boemondo e Baldovino, sicuri della vittoria, si diedero quindi all'inseguimento, levando a loro volta l'assedio di Harran, che poté quindi essere soccorsa e fortificata da Jirkimish, nel frattempo sopraggiunto col resto delle forze turche. In realtà la manovra selgiuchide era, con tutta probabilità, una trappola appositamente preparata: il 7 maggio Soqman fermò il proprio esercito e ingaggiò nuovamente battaglia coi crociati, fingendo la rotta delle proprie truppe dopo il primo assalto per attirare i nemici verso i rinforzi di Jirkimish, appena giunto con la cavalleria turca, che travolse lo schieramento ostile e lo sbaragliò.
La disfatta di Harran fu catastrofica per la contea di Edessa: con migliaia di cavalieri e fanti morti, l'esercito crociato era decimato e ridotto a una frazione della sua potenza, mentre i principali capi edesseni, ovvero il conte Baldovino II, il suo secondo Joscelin de Courtenay e l'arcivescovo Benedetto di Edessa, erano stati catturati. Solo Boemondo d'Antiochia e Tancredi di Galilea, avendo intuito la tattica musulmana, erano riusciti a non cadere nella trappola di Harran, ritirandosi quindi verso Edessa per respingere ulteriori attacchi musulmani, che tuttavia non arrivarono, poiché i turchi si contentarono di chiedere ingenti riscatti per gli importanti prigionieri. Il principe Thoros I d'Armenia, che fino ad allora aveva riconosciuto la supremazia del conte di Edessa, trovò in quel frangente la forza di svincolarsi dal vassallaggio latino e fece quindi diventare pienamente indipendente il principato armeno di Cilicia.

#### Reggenza di Tancredi di Galilea e Riccardo di Salerno

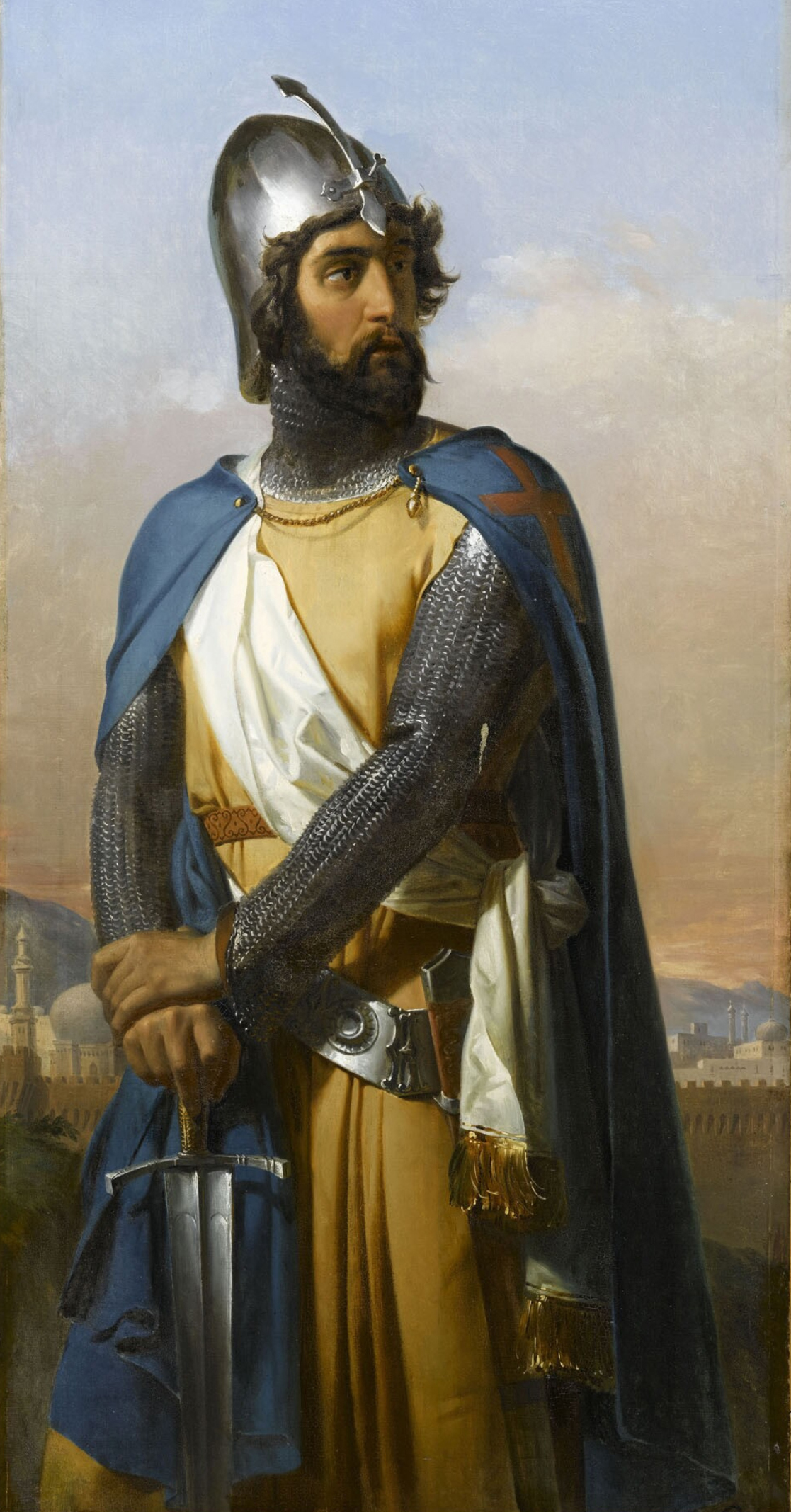
Il principe Tancredi di Galilea, reggente di Edessa durante gli anni 1100, secondo Merry-Joseph Blondel (1840)

La cattura di Baldovino lasciò Edessa senza governo e il cugino di Boemondo, Tancredi di Galilea, ne divenne quindi reggente. Nel frattempo, la guerra contro i turchi non si era fermata dopo la disfatta di Harran, e Tancredi e Boemondo dovettero pensare a difendere anche i territori edesseni, lasciati pericolosamente scoperti. Durante il 1104 i turchi non sfruttarono il vantaggio acquisito, mentre nel 1105 si prepararono a invadere il principato di Antiochia passando per i territori non sorvegliati di Edessa. Tra i due Stati crociati, nonostante la disfatta di Harran, era infatti il principato di Antiochia il più esposto, mentre invece le ben protette e presidiate fortezze edessene permettevano un'agevole difesa di buona parte della contea.
I cristiani resistettero agli attacchi turchi, infliggendo il 20 aprile 1105 ai musulmani un'importante sconfitta nella battaglia di Artah. L'ingente bottino e i numerosi prigionieri presi diedero un grosso vantaggio ai cristiani, e l'emiro Jirkimish si offrì di rilasciare il conte Baldovino in cambio di una principessa selgiuchide presa in ostaggio; tuttavia, né Boemondo né Tancredi desideravano il rilascio di Baldovino, il primo per non avere un vicino scomodo e il secondo per non rinunciare alla reggenza su Edessa, che gli permetteva di incamerare le rendite della contea. L'offerta dell'emiro fu quindi rifiutata, con il risultato che Baldovino languì come prigioniero dei musulmani per alcuni altri anni.
Tancredi, nonostante la sua rapacità, si occupò comunque di rafforzare le fortificazioni di Edessa, conscio che vi sarebbero stati ancora numerosi attacchi turchi. Nonostante la vittoria di Artah, la coesione cristiana presto si disgregò e già a giugno i turchi poterono colpire nuovamente. L'invasione del principato di Antiochia spronò il principe Boemondo a fuggire, lasciando la reggenza anche di quello Stato sempre a Tancredi, che da Edessa si affrettò quindi a raggiungere Antiochia. Giurato che passato il pericolo avrebbe restituito tutti i feudi ai legittimi proprietari, Tancredi nominò il cugino Riccardo di Salerno come nuovo governatore di Edessa.
La reggenza di Riccardo di Salerno fu peggiore di quella di Tancredi, tanto che il normanno divenne odiato dagli edesseni per il suo comportamento tirannico e vessatorio. Presto comunque anche Riccardo abbandonò la contea, lasciandovi a partire dal 1105 solo una guarnigione per garantirsi la riscossione delle tasse e preferendo guerreggiare assieme a Tancredi contro i musulmani di Aleppo. Il progetto finale di Tancredi sarebbe stato mantenere il controllo sia di Antiochia che di Edessa, creando uno Stato unico che riunisse la Siria sotto il suo controllo, sebbene tale disegno non si realizzò mai. Nel 1106 la contea fu invasa dalle truppe del sultanato di Rum, ma l'offensiva del sultano Qilij Arslan I si arenò contro le solide difese edessene.

#### Guerra civile edessena
Dato il disinteresse di Tancredi e Riccardo verso gli edesseni prigionieri, furono loro stessi a negoziare il proprio riscatto coi musulmani. Nel 1107 Joscelin riuscì a farsi liberare, riprendendo possesso del suo feudo di Turbessel e raccogliendo i fondi necessari per la liberazione di Baldovino II, che giunse l'anno successivo. Nella mediazione per la liberazione di Baldovino fu determinante il supporto della tribù araba dei Banu 'Uqayl, avversa ai turchi selgiuchidi, che divenne quindi stretta alleata degli edesseni e soprattutto di Joscelin de Courtenay. Tuttavia, giunto alle porte di Edessa, Baldovino fu respinto dagli uomini di Tancredi e Riccardo, riluttanti a cedergli di nuovo il potere; il conte quindi si rifugiò dal fido Joscelin a Turbessel, e i due raccolsero un esercito per riprendere il controllo della contea.
Tancredi, che non aveva intenzione di rinunciare alla reggenza, formò a sua volta un esercito e marciò verso Turbessel, dove nel settembre 1108 le due armate si scontrarono, anche con l'ausilio di mercenari e alleati turchi da entrambe le parti. Inizialmente lo scontro arrise a Joscelin e Baldovino, ma Tancredi riuscì a mantenere la coesione delle proprie truppe, ribaltando l'esito della battaglia e uscendone vincitore. Baldovino allora fuggì e si fortificò a Tulupa, mentre gli armeni di Edessa insorsero e cacciarono la guarnigione fedele a Tancredi. Come riporta Fulcherio di Chartres, visto lo stallo, i contendenti si misero d'accordo per evitare ulteriori distruzioni e danni alla già disastrata contea. Tancredi aveva infatti nel frattempo maturato altri interessi nella neonata contea di Tripoli, mostrandosi maggiormente interessato a cercare il controllo di essa piuttosto che di Edessa, e lasciò quindi che Baldovino e Joscelin riprendessero i propri ruoli. La pace definitiva fu stabilita nel giugno 1109 nella stessa Tripoli grazie alla mediazione del vecchio conte di Edessa Baldovino I, allora divenuto re di Gerusalemme, che riappacificò i contendenti. Il monarca, tentando di rafforzare la propria autorità come capo della cristianità in Oriente, impose giuramento di vassallaggio a tutti gli altri signori latini, anche al conte di Edessa, ma tale dichiarazione rimase più nominale che effettiva.

#### Stallo edesseno

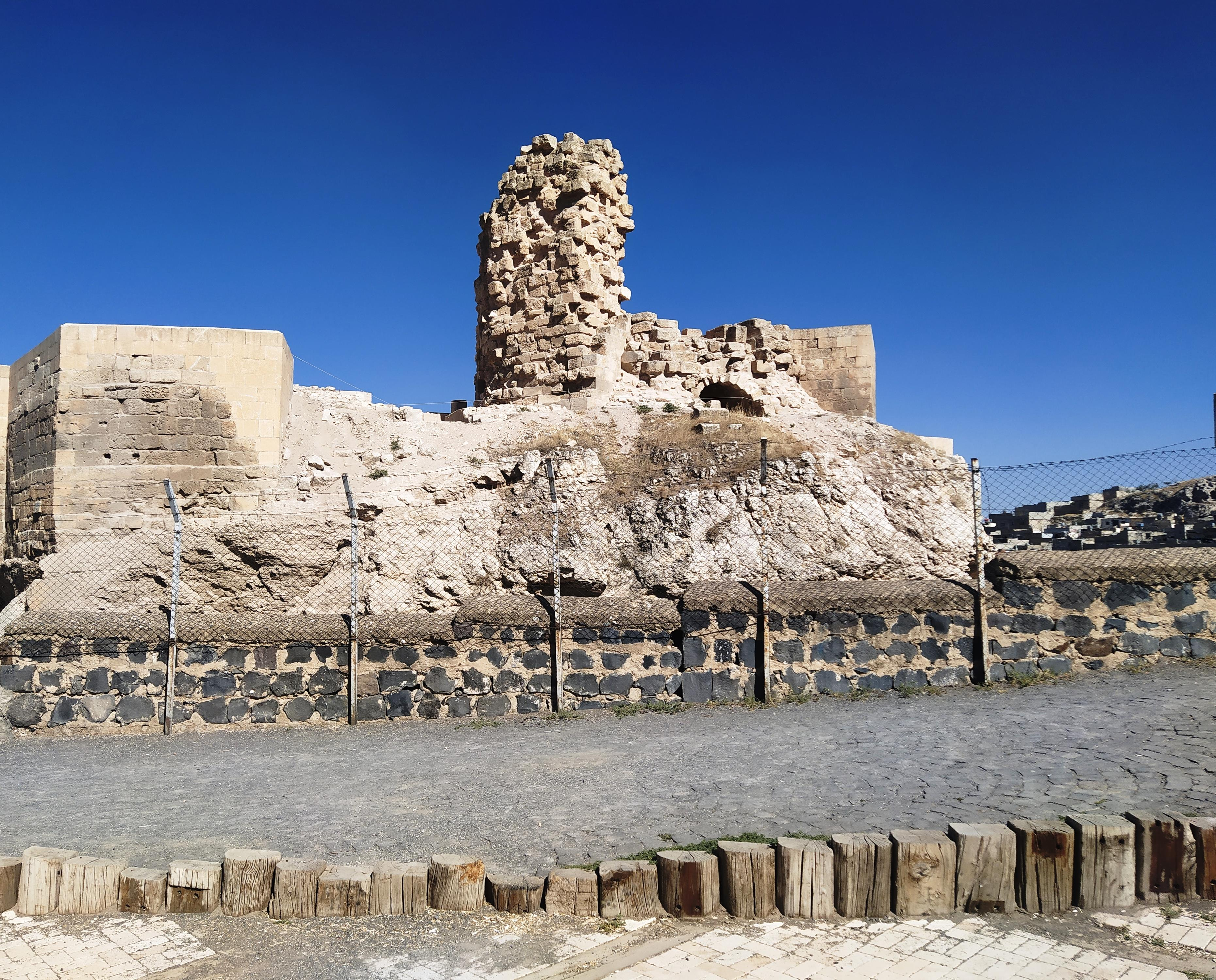
Resti della cittadella di Edessa

Nonostante il ritorno al potere, Baldovino II soffrì le conseguenze della battaglia di Harran e non dispose più di un esercito in grado di attaccare i vicini musulmani, limitandosi ad azioni prettamente difensive. Poco dopo il ritorno ad Edessa, anche i rapporti tra Baldovino e Joscelin si fecero tesi, e il conte fece infine arrestare ed esiliare il cugino alla fine del 1109, il quale si rifugiò alla corte di Gerusalemme dove gli vennero concessi la signoria di Tiberiade e il principato di Galilea, in quanto nel frattempo Tancredi era morto senza eredi.
Tra il 1110 e il 1113 Edessa fu attaccata più volte dall'atabeg di Mosul Mawdud, circostanza la quale costrinse Baldovino a chiedere più volte aiuto ad Antiochia, allora governata dal reggente Ruggero di Salerno dopo la morte di Boemondo I. Soprattutto l'assedio subito nel 1110 andò molto vicino a conquistare la città, tanto che solo un disperato appello di Baldovino II e l'arrivo di un'armata di soccorso comandata da Baldovino I di Gerusalemme e composta da eterogenee forze armene, arabe e tripolitane riuscì a far ritirare gli assedianti turchi, non pronti ad ingaggiare battaglia. Baldovino II allora organizzò l'evacuazione di Edessa, dove lasciò solo una guarnigione armena, tentando allora di ritirarsi col resto delle sue forze oltre l'Eufrate; i turchi, tuttavia, attaccarono i cristiani mentre stavano attraversando il fiume, massacrandone o catturandone buona parte, tanto che nelle parole di Matteo di Edessa «l'Eufrate era tutto sangue». Il conte sopravvisse fortunosamente e riuscì a rifugiarsi di nuovo a Edessa, dove condusse la resistenza della città, nuovamente assediata senza successo. Tutti i territori a est dell'Eufrate vennero temporaneamente persi, ma i turchi non poterono consolidare il vantaggio e si limitarono a razziarli, per poi ritirarsi. La contea venne lasciata comunque in uno stato assolutamente disastrato, che durante gli anni 1110 ne minò l'economia facendole patire una prolungata carestia.
Nel 1111 cavalieri edesseni, in risposta a un fallito assedio turco di Turbessel, si unirono a un'armata cristiana per conquistare Shayzar, ma l'iniziativa non ebbe successo. Vi fu anche un nuovo breve assedio di Edessa, tuttavia sventato da una nuova venuta di re Baldovino I. Nel 1112, a fronte di un ulteriore attacco, una parte della popolazione armena di Edessa complottò per arrendersi ai turchi, ma il piano venne scoperto e sventato. Nel 1114 Edessa fu attaccata ancora una volta dal nuovo atabeg di Mosul Aq Sunqur al-Bursuqi; nonostante il fallimento dell'ennesimo assedio, era palese che la città fosse un obbiettivo primario per i selgiuchidi, che non avrebbero rinunciato a una sua riconquista nell'imminente futuro. Nel 1115 Edessa e Antiochia, dopo aver unito le forze, riuscirono a sconfiggere i selgiuchidi nella battaglia di Sarmin, a cui seguì un temporaneo rafforzamento degli Stati crociati.

### Joscelin I (1119-1131)

#### L'ascesa di Joscelin de Courtenay

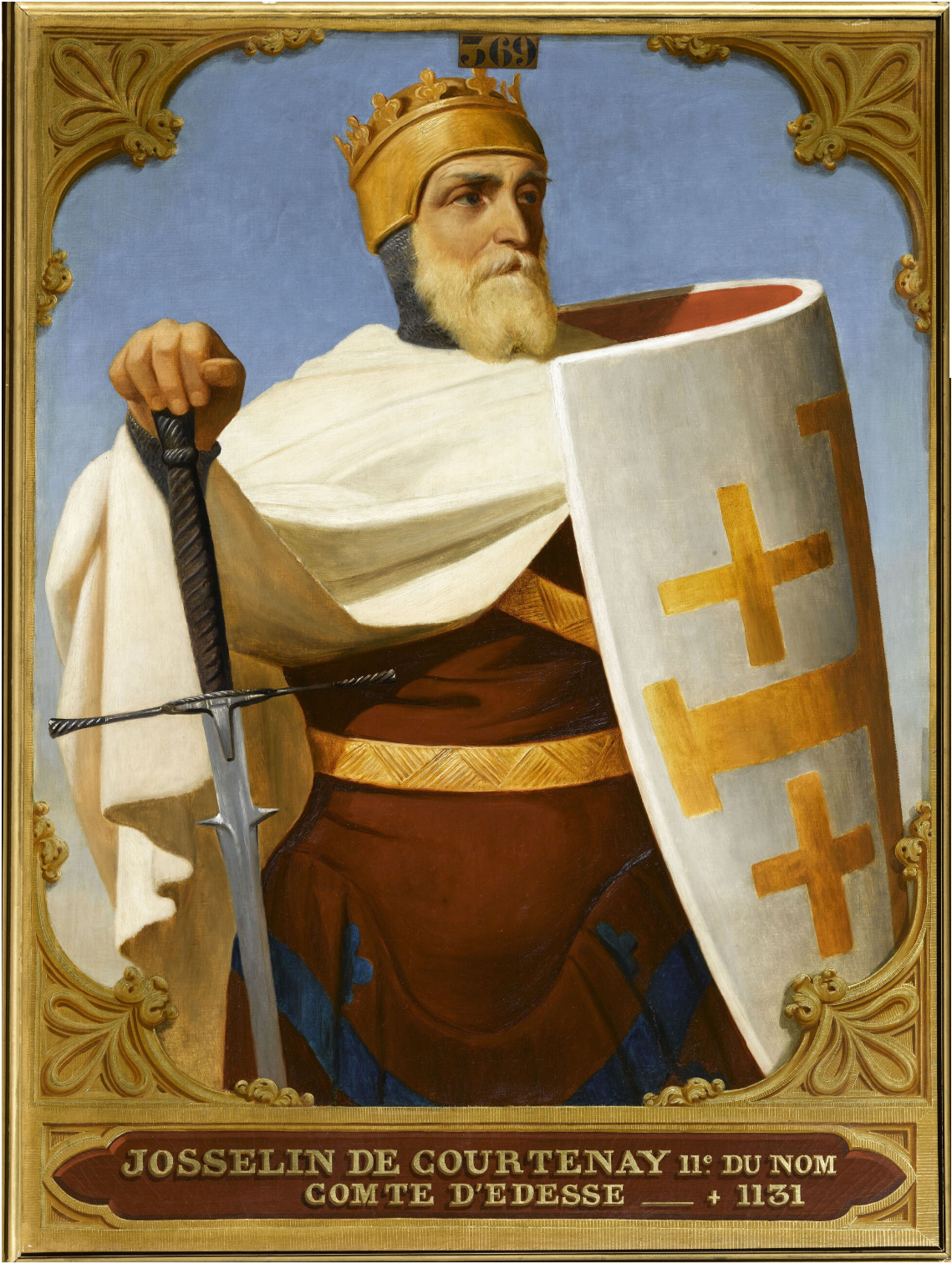
Il conte Joscelin I di Edessa secondo Édouard Alexandre Odier (circa 1843)

Baldovino II di Edessa divenne re di Gerusalemme, sempre come Baldovino II, alla morte dell'ex-conte di Edessa Baldovino I nel 1118, poiché anch'egli era senza figli. Inizialmente mantenne il titolo di conte di Edessa, ma il suo vecchio dominio si dimostrò troppo lontano e difficile da governare dalla corte di Gerusalemme, quindi Baldovino decise di cederne il controllo al cugino Joscelin di Turbessel, che ne aveva sostenuto l'elezione a re, il quale per l'occasione fu perdonato e richiamato dall'esilio. Nel 1119 quindi Baldovino II tornò brevemente ad Edessa, che cedette al nuovo conte Joscelin I, da cui ottenne giuramento di vassallaggio.
Il regno di Joscelin I si dimostrò molto positivo per la contea di Edessa. Pare che, abbandonando i modi autoritari propri dei signori dei Latini, Joscelin si mostrasse più tollerante con gli edesseni rispetto ai predecessori, permettendo ai vassalli e agli abitanti delle città una maggiore autonomia. Con Joscelin I gli armeni riacquistarono gli spazi politico-sociali persi con Baldovino I e II, tanto che l'espansione della contea durante gli anni 1120 fu in buona parte a trazione armena, come avvenne per la conquista della città di Gerger, strappata ai turchi tra il 1123 e il 1124. Sotto Joscelin I i vari vassalli edesseni cominciarono a sviluppare corti proprie, con tanto di funzionari indipendenti come cancellieri, conestabili e siniscalchi; corti del genere esistevano a Germanicia, Saruj, Aintab, Tulupa, Raban e Bira, e a testimonianza della diversa atmosfera che si respirava allora a Edessa il cronista Matteo, di solito aspro critico dei nobili franchi, riservò invece parole di lode per Joscelin, definendolo «un coraggioso e grande guerriero».

#### Scontri coi turchi

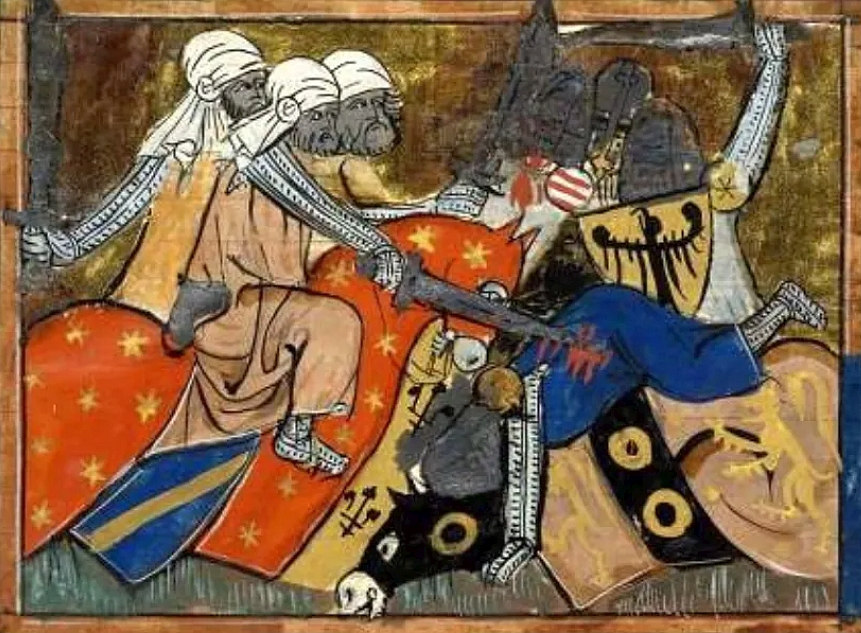
La disfatta cristiana alla battaglia dell'Ager Sanguinis del 1119 fece emergere Joscelin I di Edessa come uno dei principali capi crociati superstiti

Poco dopo l'ascesa al governo della contea, Joscelin I fu subito chiamato a difendere in armi gli Stati crociati. I cristiani subirono infatti una tremenda sconfitta alla battaglia dell'Ager Sanguinis (appunto Campo di Sangue per il gran numero di morti) il 28 giugno 1119, quando i turchi artuqidi sbaragliarono l'esercito di Antiochia uccidendo anche il reggente Ruggero di Salerno, lasciando quindi il principato senza un capo ed esposto agli attacchi musulmani. Joscelin, in accordo con Baldovino II, prese il comando delle truppe cristiane rimaste e costituì un fronte a difesa di Antiochia ed Edessa, guerreggiando continuamente coi turchi per mantenere la coesione dei domini crociati settentrionali. Joscelin continuò a condurre annualmente razzie contro i vicini musulmani ad est, con l'appoggio della tribù alleata dei Banu 'Uqayl.
Il 1122 e il 1123 furono anni particolarmente turbolenti per gli Stati crociati. Il 13 settembre 1122 Joscelin, assieme al signore di Bira Galerano di Le Puiset, si era recato in campagna militare verso Saruj per respingere incursioni dei turchi artuqidi, ma la sua forza fu sorpresa e annientata in un'imboscata ed egli preso prigioniero. Baldovino II di Gerusalemme corse subito in aiuto del cugino, ma fu a sua volta catturato il 18 aprile 1123, quando l'accampamento cristiano fu attaccato e devastato dai turchi. I turchi cercarono di convincere Joscelin a cedere il controllo di Edessa in cambio della propria libertà; poiché il conte rifiutò, rimase in cattività assieme a Baldovino e a Galerano.
Joscelin rimase prigioniero fino all'8 agosto successivo, quando riuscì a fuggire dalle prigioni turche e a rientrare ad Edessa grazie all'aiuto di alcuni armeni. Radunato in tutta fretta un esercito, ottenne ausilio da tutti gli Stati crociati e attaccò i domini musulmani, cercando di liberare Baldovino; il tentativo fallì, ma il re fu comunque rilasciato nel maggio 1124 dietro la promessa del pagamento di un lauto riscatto (in realtà mai mantenuta). Per vendicarsi, Joscelin e Baldovino condussero una campagna di devastazione e saccheggio del territorio di Aleppo, che si protrasse durante l'inverno 1124-1125. L'11 giugno 1125 Joscelin si unì agli altri crociati combattendo nella vittoriosa battaglia di Azaz, dove condusse qualche centinaio di cavalieri edesseni. Nel 1129 un'altra spedizione fu effettuata contro Damasco (crociata del 1129); fu l'ultima offensiva condotta dai crociati, che da allora si limitarono sempre a respingere gli attacchi musulmani alla Terrasanta.

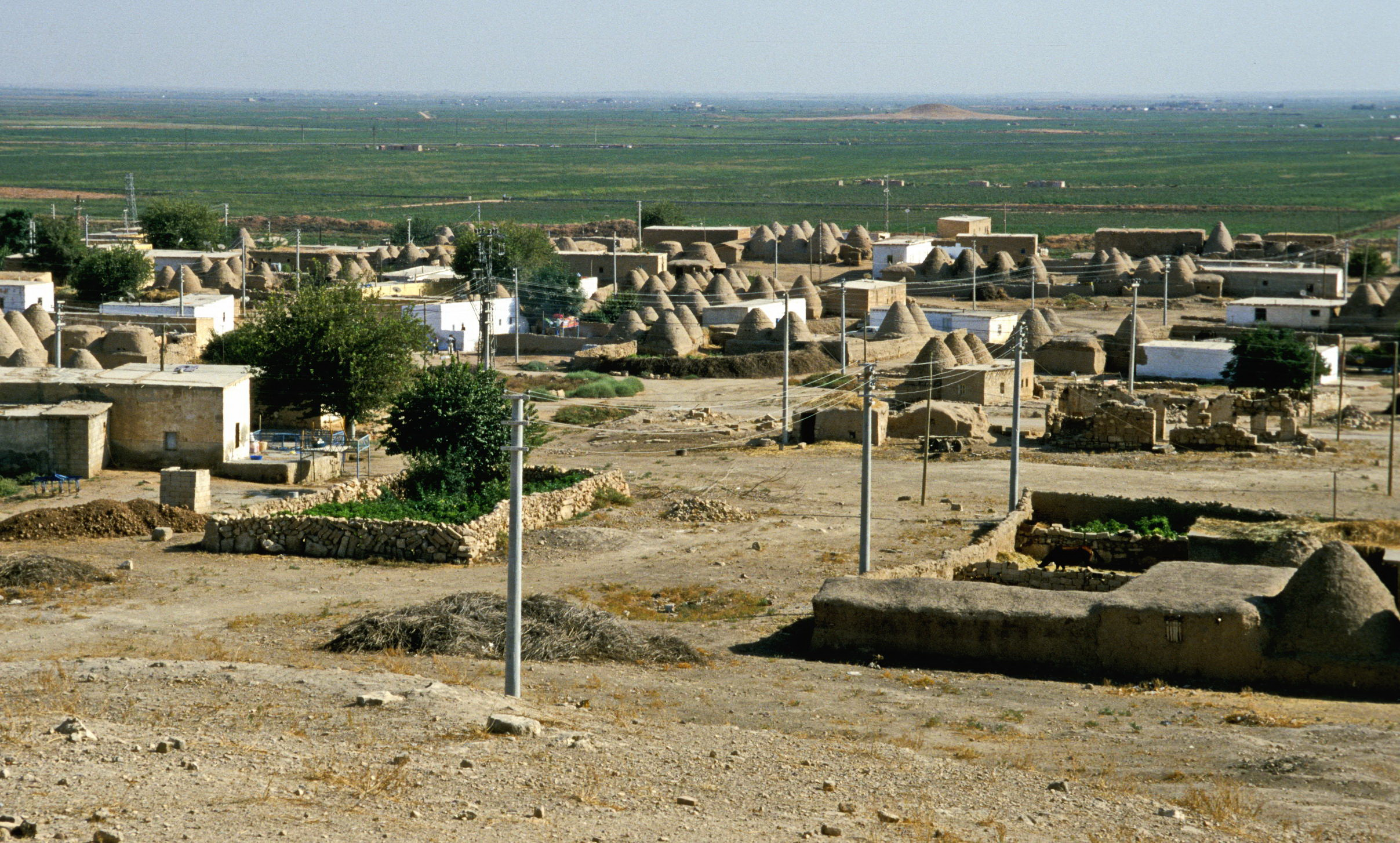
La città di Harran fu per lungo tempo obbiettivo militare dei conti di Edessa

Negli anni 1120 la guerra contro i turchi rimase intermittente ma costante, con gli edesseni che compirono razzie periodiche nei territori circostanti, raggiungendo anche Nisibis e Harran nel 1127 come lamentato dallo storico arabo Ali Ibn al-Athir. Nonostante ciò i musulmani, fino ad allora divisi, percependo la pericolosità di un consolidamento crociato cominciarono ad unirsi sotto la guida di potenti capi militari come Zengi, succeduto da Norandino e poi ancora da Saladino, determinati a portare avanti la jihad contro gli invasori crociati. Malgrado Baldovino II auspicasse una riconciliazione reciproca e benché un rapporto di cooperazione avrebbe sicuramente giovato agli interessi bilaterali, i rapporti tra Joscelin e il principe di Antiochia rimasero precari, alternando periodi di pace e ambigui giuramenti di fedeltà a brevi conflitti armati tra i due Stati crociati. Al netto di sparute incursioni lanciate da entrambi, Baldovino sperava avessero concentrato le proprie attenzioni in maniera più seria contro la funestata Aleppo, ancora attanagliata da una precaria situazione interna; invece, nel 1127 scoppiò la guerra tra Antiochia ed Edessa, con Joscelin che attaccò i territori antiocheni con l'ausilio anche di truppe turche. Solo la mediazione di Baldovino II di Gerusalemme permise ai due di riappacificarsi.

#### La morte eroica del conte
Tra la fine del 1130 e l'inizio del 1131 la salute di Joscelin I, ormai anziano, andò rapidamente declinando: non più in grado di reggersi in piedi e di cavalcare, veniva trasportato per la contea a bordo di una lettiga. Aveva scarsa fiducia nelle capacità dell'unico figlio Joscelin II, che preferiva la vita lussuosa all'amministrazione della contea, per cui, quando i turchi danishmendidi invasero nuovamente i territori edesseni provenienti da nord, fu lo stesso Joscelin I a muoversi contro di loro nell'ultima sua campagna militare.
Nonostante fosse moribondo, affrontò quindi l'esercito del re Gümüshtegin presso la fortezza di Kaysun. Il sovrano turco, intimorito dalla fama di Joscelin, preferì non affrontarlo e ritirarsi, lasciando quindi al conte l'ultima vittoria. Ricevuta notizia del ritiro dei turchi, un esanime Joscelin ordinò che la sua lettiga si fermasse in mezzo alla strada e spirò, dopo un'ultima invocazione a Dio.

### Joscelin II e la fine della contea (1131-1150)

#### Il conte Joscelin II e il declino

Declino della contea di Edessa dal 1131 al 1150

A Joscelin I successe il figlio Joscelin II di Edessa, che non aveva le stesse capacità del padre e si dimostrò inadeguato nella gestione della contea. Contemporaneamente morì anche Baldovino II di Gerusalemme, predecessore di Joscelin I nella contea di Edessa e fautore dell'espansione del Regno di Gerusalemme e degli Stati crociati. I nuovi sovrani Melisenda di Gerusalemme e Folco V d'Angiò smisero di espandersi e tentarono di stabilizzare i propri domini, ignorando i problemi degli altri Stati crociati; questo rivolgimento, unito all'ascesa del bellicoso atabeg musulmano Zengi, espose pericolosamente la contea di Edessa, ormai priva di guide capaci e protezioni esterne. Inoltre, come riporta Guglielmo di Tiro criticandolo duramente, Joscelin trasferì di fatto la capitale della contea da Edessa a Turbessel per «vivere lontano dalle noie causategli dai nemici e avere tempo per lussuosi piaceri di ogni tipo, senza [tenere in conto] le responsabilità che avrebbe dovuto avere per la nobile città». Inoltre, a differenza dei predecessori Baldovino II e soprattutto Joscelin I, il nuovo conte di disinteressò del tutto di tenere sempre pronta la classe dirigente edessena per nuove campagne militari, col risultato di fare affidamento sempre più spesso a compagnie mercenarie dalla dubbia lealtà, indebolendo così notevolmente la capacità militare della contea. Joscelin II infine antagonizzò spesso la Chiesa ortodossa siriaca, opponendosi dal 1138 al suo patriarca Atanasio VII bar Qatra, saccheggiando monasteri e nominando un vescovo siriaco per Edessa a lui fedele, Basilio bar Soumana.

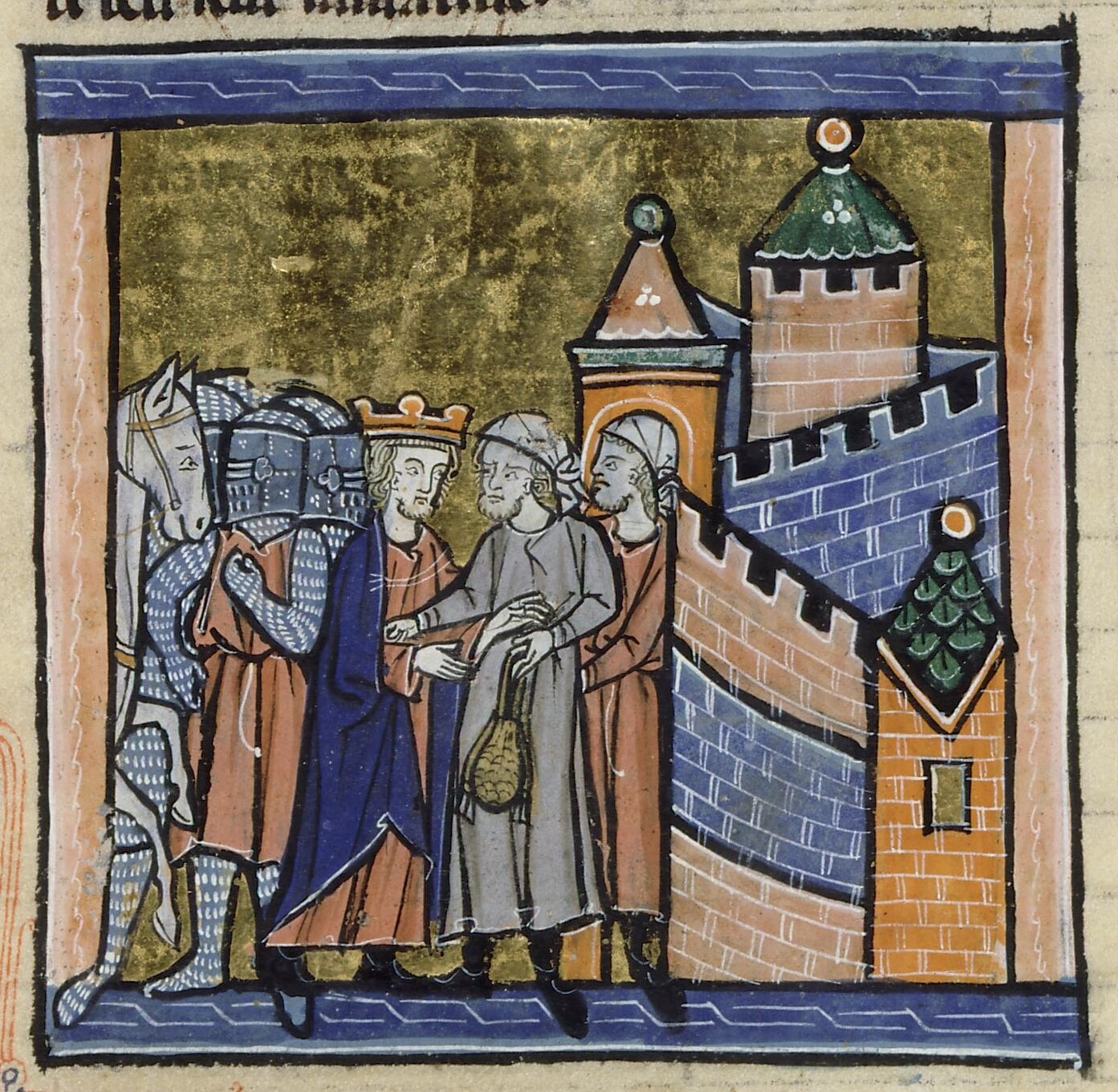
Miniatura di Giovanni II Comneno davanti alle mura di Shayzar; la sua invasione di Edessa fu il primo segno di cedimento dello Stato crociato

Durante gli anni 1130 il conte respinse piccole spedizioni dei turchi artuqidi, potendo contare su poche centinaia di cavalieri. Tra il 1137 e il 1138, a seguito dell'invasione degli Stati crociati da parte dell'imperatore bizantino Giovanni II Comneno, Joscelin fu costretto a riconoscere la sua sovranità anche su Edessa; nonostante infatti l'imperatore stesse nominalmente proteggendo i crociati dalle offensive di Zengi, in realtà stava riaffermando la propria autorità sull'Oriente, sfruttando le promesse di vassallaggio che a suo tempo i crociati gli avevano reso. Nel 1138 il conte partecipò con riluttanza a una spedizione congiunta con Antiochia e l'impero bizantino contro le musulmane Aleppo e Shayzar, ma la campagna si rivelò fallimentare e ottenne solo di provocare nuovi litigi tra i crociati, lasciandoli più isolati e vulnerabili a nuovi attacchi islamici. Sconfortato dagli antagonismi che dilaniavano gli animi dei nobili franchi, nel 1142 l'imperatore Giovanni condusse una nuova campagna, stavolta direttamente contro la contea, conquistando Turbessel e ottenendo numerosi ostaggi. Soltanto la sua morte, avvenuta l'anno successivo, permise il ritiro dei bizantini e fece tirare ai crociati un sospiro di sollievo, poiché coincise con la riconquista, seppur temporanea, della sovranità edessena.
Durante il debole dominio di Joscelin II, Zengi espanse la propria influenza nel mondo musulmano. A partire dal 1128, dalla sua roccaforte di Mosul l'atabeg riuscì a sottomettere buona parte della Mesopotamia, tra cui l'importante città di Aleppo, con vaste campagne militari, minacciando quindi direttamente il territorio di Edessa, che rimaneva allora quasi completamente circondato dai domini islamici. Al rischio di attacchi dei turchi selgiuchidi si unì la poca finezza politica di Joscelin, uomo iracondo e bellicoso, che entro il 1144 aveva litigato col principe di Antiochia Raimondo di Poitiers, unico suo vicino cristiano e potenziale alleato, perdendo quindi un vitale appoggio militare. L'alleanza temporanea stabilita coi turchi artuqidi era inoltre fragile e inaffidabile, foriera solo di ulteriori motivi di scontro con l'atabeg. Incoraggiati dalla potenza di Zengi e dalla disunione dei cristiani, i predoni turchi cominciarono ad effettuare razzie sempre più frequenti nei territori di Edessa, adottando un'efficace tattica mordi e fuggi alla quale spesso Joscelin non riusciva a rispondere in tempo, ottenendo così di logorare le difese e il morale degli edesseni.

#### La caduta di Edessa

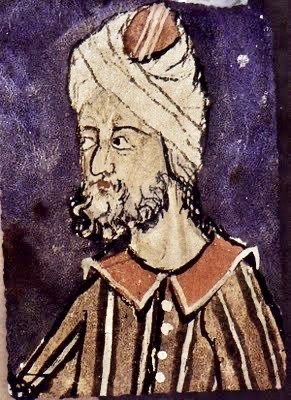
Il generale turco Zengi fu il principale artefice della caduta di Edessa e della ripresa dei musulmani del Levante alla metà del XII secolo

Nel 1144, Joscelin II commise degli errori esiziali che ebbero delle enormi ripercussioni. Dapprima ignorò i segnali di un'imminente invasione musulmana della contea, non tenendo conto delle sempre maggiori guarnigioni zengidi dislocate ai confini e non preoccupandosi dell'arresto arbitrario di tutti i mercanti edesseni dell'Iraq. Forse sperando di espandersi ai danni dei disuniti principi turchi, richiamò infine il proprio esercito e marciò verso la città di frontiera di Amida (moderna Diyarbakır), dove tra l'altro voci false abilmente diffuse dai musulmani dicevano si trovasse allora Zengi, privando quindi Edessa delle poche difese che ancora aveva a disposizione. Zengi, cogliendo il momento di estrema debolezza dei cristiani e constatando che nessuno avrebbe aiutato la contea, la invase nel novembre del 1144 e, dal 28 dello stesso mese, eseguì l'assediò della città. L'esercito musulmano era composto principalmente da turcomanni della regione della Giazira, appositamente reclutati per le loro frequenti lotte contro i franchi di Edessa, contro cui quindi combatterono con maggior ferocia per vendicare i conflitti passati. L'atabeg credeva che Edessa avrebbe ceduto dopo un breve assedio, poiché, come ricorda pure Guglielmo di Tiro, puntava sulla poca bellicosità dei suoi abitanti armeni e siriaci, ma un piccolo gruppo di mercenari si dimostrò sufficiente a resistere nella città ben fortificata. In assenza del conte, la difesa dell'avamposto ricadde sull'arcivescovo Ugo di Edessa e sui suoi colleghi armeno Anania e siriaco Basilio, i quali tuttavia dimostrarono risicate capacità militari. Avuta notizia dell'attacco, Joscelin tornò lentamente indietro da Amida, ottenendo persino alcuni rinforzi dalla regina Melisenda di Gerusalemme; tuttavia, il principe Raimondo di Antiochia, ancora furibondo con lui, rifiutò di aiutarlo, e i pochi rinforzi cristiani non riuscirono mai a raggiungere Edessa. In mancanza del conte e, soprattutto, di un comandante capace e di una guarnigione sufficiente alla difesa, il 24 dicembre il crollo di una sezione delle mura si rivelò determinante, permettendo agli assedianti di impadronirsi dell'obiettivo dopo aspri combattimenti. Dopo la perdita delle mura, la popolazione cominciò una fuga precipitosa verso la cittadella interna, e centinaia di persone finirono calpestate a morte dalla folla terrorizzata, tra cui anche l'arcivescovo Ugo di Edessa. In quel frangente morì anche il cronista Matteo di Edessa, trucidato dalle truppe di Zengi durante il sacco della città. Zengi, dopo alcune ore in cui lasciò ai soldati trucidare e razziare come i cristiani avevano fatto durante l'assedio di Gerusalemme del 1099, ordinò la fine dei saccheggi e dei massacri, permettendo ai sopravvissuti di tornare alle proprie case; la cittadella di Edessa resistette per altri due giorni, poi si arrese in cambio di salvacondotti per i difensori. Tra i sopravvissuti cristiani, Zengi nominò nuovo governatore l'arcivescovo siriaco di Edessa, Basilio bar Soumana, col compito di ripopolare la città; i franchi superstiti invece, giudicati scomodi dai nuovi conquistatori, furono uccisi oppure espulsi poco dopo.
Dal 1098 al 1144 Edessa aveva subito ben quattordici assedi, in media uno ogni tre anni, tutti falliti, secondo i cristiani soprattutto grazie alla presenza di alcune reliquie dei santi apostoli Giuda Taddeo e Tommaso conservate nelle chiese cittadine. Tuttavia, il quindicesimo assedio condotto da Zengi fu il primo ad avere successo. Assieme ad Edessa, caddero in mani musulmane tutti i territori a est dell'Eufrate, le cui difese erano già provate dopo decenni di continue guerre contro i vicini islamici, e un piccolo esercito inviato da Antiochia in soccorso di Edessa fu facilmente sbaragliato. Joscelin, forte delle truppe inviategli da Melisenda, riuscì invece a mantenere il controllo delle terre a ovest del fiume, stabilendo in maniera definitiva la nuova capitale di quel che restava della contea presso la fortezza di Turbessel. L'unica zona ad est dell'Eufrate a restare in mano edessena fu la città di Bira, sita appena oltre il corso d'acqua. La perdita di Edessa mise in pericolo anche il principato di Antiochia, ora direttamente minacciato dalle armate turche in possesso delle sponde dell'Eufrate. Dopo poche settimane anche Bira capitolò, ceduta ai turchi dalla sua guarnigione franca per paura di nuovi devastanti attacchi.
La notizia della caduta di Edessa sconvolse tutta la cristianità occidentale, in quanto si trattava del primo baluardo cristiano a ricadere in mani musulmane dal termine della prima crociata occorso quasi mezzo secolo prima. Subito autorevoli personalità come Bernardo di Chiaravalle invocarono a gran voce una seconda crociata per riconquistare Edessa e i territori perduti, e il 1º dicembre 1145 papa Eugenio III promulgò quindi la bolla Quantum praedecessores, che indiceva ufficialmente la nuova crociata. Durante le celebrazioni del Natale di quell'anno, il vescovo di Langres Geoffroy de La Roche-Vanneau pronunciò un suggestivo sermone sulla devastazione di Edessa davanti ai sovrani di Francia Luigi VII ed Eleonora d'Aquitania, convincendoli a recarsi in Oriente in aiuto degli Stati crociati. Nessun sostegno effettivo riuscì comunque a raggiungere mai i cristiani di Edessa, che furono sostanzialmente lasciati in balia di se stessi.

#### Temporanea riconquista di Edessa

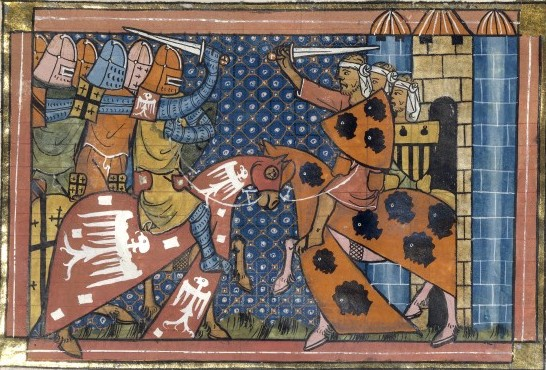
Miniatura della temporanea ripresa di Edessa del 1146

All'indomani dell'insediamento turco, Edessa reagì con ostilità e si dimostrò bramosa di un ritorno del conte. Una prima rivolta programmata dagli armeni per la primavera del 1146 fu stroncata sul nascere, costando l'esilio di una parte della popolazione armena e nel ripopolamento della città con centinaia di ebrei. La morte di Zengi, assassinato il 14 settembre 1146, sconvolse la situazione mediorientale e diede nuove speranze di rivalsa agli edesseni. Subito l'agglomerato urbano si svuotò di buona parte dei suoi occupanti turchi, richiamati dai disordini politici allora in corso tra i figli di Zengi, Safedino I e Norandino, e la popolazione cristiana avvertì segretamente Joscelin II della cosa, pregandolo di riconquistare la città. Nel novembre 1146 quindi, accompagnato da un ridotto seguito di cavalieri, il conte riattraversò l'Eufrate e galoppò verso Edessa, rientrando segretamente in città. I pochi soldati turchi rimasti tuttavia si rifugiarono nella cittadella e rifiutarono di arrendersi, rendendo il rinnovato controllo cristiano di Edessa parziale e pericolosamente precario.
Privo di macchine d'assedio, Joscelin non fu in grado di riconquistare la cittadella, e dopo alcuni giorni la comparsa dell'esercito di Norandino tolse agli edesseni ogni speranza di vittoria. I cristiani di Edessa, sapendo che dopo la loro insurrezione non avrebbero ricevuto pietà alcuna, tentarono quindi di fuggire in massa dalla città, dando origine a una fuga precipitosa simile a quella di due anni prima che provocò moltissime vittime; contemporaneamente, gli edesseni in fuga vennero attaccati dai difensori della cittadella e dall'esercito di Norandino, venendo trucidati a migliaia. Dei cristiani di Edessa, solo una manciata riuscì a salvarsi, soprattutto soldati a cavallo, che guidati dal conte Joscelin riuscirono a rifugiarsi a Samosata, una delle poche fortezze abbastanza vicine rimaste in mano cristiana. Un ultimo, disperato attacco cristiano portò alla morte anche Baldovino di Marash, il solo vassallo edesseno rimasto, privando così la contea di un capo militare che non fosse il conte.
Secondo il cronista Michele il Siro, Edessa fu lasciata desolata dal secondo assedio subito nel giro di due anni, priva di popolazione e ormai ridotta a una città fantasma. I sopravvissuti al secondo assedio furono presi prigionieri dai turchi e torturati fino alla morte oppure venduti come schiavi. La conquista di Edessa fece assurgere Norandino a capo militare indiscusso dei musulmani, lasciandolo in una posizione strategica estremamente vantaggiosa, potendo ora raggiungere facilmente la roccaforte di Aleppo dalla quale attaccare i restanti regni cristiani.

#### La seconda crociata e la fine della contea

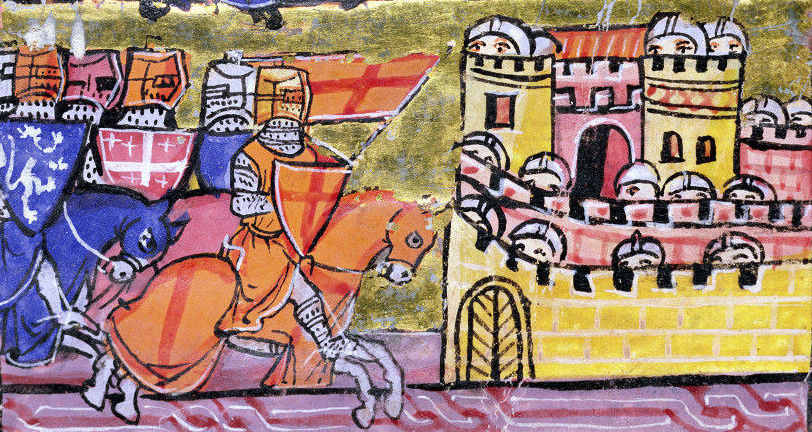
La seconda crociata, culminata nel fallimentare assedio di Damasco, non contemplò minimamente la città di Edessa, la cui caduta ne era pure stata il casus belli

Nel frattempo, sulla costa levantina si combatteva la seconda crociata: alla spedizione avevano aderito anche grandi sovrani come Luigi VII di Francia, Eleonora d'Aquitania e Corrado III di Germania, facendo sperare nel suo successo. Ben presto, tuttavia, la crociata si era risolta in un disastro: in seguito al massacro dei cristiani di Edessa, divenne chiaro che non era possibile riprendere la città senza un appoggio interno ad essa, motivo per cui i crociati dirottarono quindi le proprie azioni militari verso Damasco, sia pur senza ottenere alcun successo. Tra i capi crociati solamente Corrado di Germania desiderava muovere verso Edessa, una posizione questa rimasta inascoltata rispetto alla linea di Luigi VII, che divenne a tutti gli effetti capo della crociata e principale responsabile del suo fallimento.
Joscelin II fidanzò la figlia Agnese di Courtenay al futuro re Amalrico I di Gerusalemme, ma quest'alleanza non gli arrecò alcun vantaggio. Il principato di Antiochia, ultimo suo potenziale amico e base da cui contava di ripartire per riconquistare la contea, subì una pesante sconfitta nel 1149 alla battaglia d'Inab e fu in parte occupato dai turchi, che così circondarono quel che rimaneva della contea di Edessa. In almeno un'occasione, per avere salva la vita, Joscelin si consegnò vergognosamente allo stesso Norandino, che lo lasciò temporaneamente libero. Continuò comunque a lanciare razzie oltre l'Eufrate, attaccando soprattutto monasteri indifesi da cui otteneva tributi e ostaggi, alienandosi così del tutto il sostegno dei siriaci che preferirono quindi accettare la rinnovata sovranità musulmana. Nel 1148 l'emiro artuqide di Amida Kara Arslan attaccò la contea, conquistandone Gerger e la parte più orientale. Nel 1149 fu invece il sultano di Rum Mas'ud I a passare all'attacco, prendendo e devastando Germanicia e attaccando anche la roccaforte di Turbessel, ultimo baluardo edesseno. Solo una forza di 60 cavalieri inviata da Baldovino III di Gerusalemme e la mediazione di Norandino, che non desiderava un rafforzamento del sultanato di Rum, costrinsero gli invasori al ritiro e permisero la temporanea sopravvivenza del poco che rimaneva della contea.

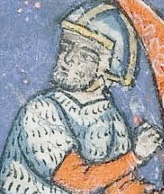
Il figlio di Zengi, Norandino, fu il definitivo distruttore della contea di Edessa

Nel 1150 infine, mentre si recava ad Antiochia per assumere la reggenza del principato, il conte fu catturato dai turchi e condotto ad Aleppo, dove fu accecato e tenuto prigioniero da Norandino fino alla propria morte nel 1159, senza essere compianto da nessuno. Senza più il controllo diretto del conte, anche le poche fortezze rimaste in mano edessena caddero una dopo l'altra in mani turche; nel giro di pochi mesi Beatrice di Saone, moglie di Joscelin II, capendo la propria posizione ormai senza speranza, vendette quel che rimaneva della contea all'imperatore bizantino Manuele I Comneno. I bizantini tuttavia non presero mai possesso delle terre acquisite, e poco dopo la caduta del castello di Turbessel, ultima roccaforte cristiana a ovest dell'Eufrate, segnò la fine della contea di Edessa, sopravvissuta poco più di mezzo secolo. Il figlio di Joscelin II, Joscelin III di Edessa, così come sua nipote Beatrice di Edessa, continuarono a reclamare il titolo di conti di Edessa, rimasto tuttavia puramente nominale.

## Ordinamento
La contea di Edessa era sostanzialmente una monarchia assoluta di tipo feudale, con a capo il conte di Edessa. Sotto di lui c'erano numerosi vassalli, che detenevano il controllo degli insediamenti principali della contea e che si organizzavano nel Consiglio dei Dodici, i cui membri alternativamente si chiamavano governatori, senatori o curopalati. Considerando che i primi crociati arrivati in Oriente erano quasi tutti normanni o francesi, il modello di riferimento per l'organizzazione della contea era la Francia feudale.
Controversa rimase la posizione di Edessa nei confronti dei sovrani di Gerusalemme, i quali si proclamarono sempre signori feudali del conte di Edessa (come anche degli altri signori crociati), che quindi teoricamente era loro vassallo e non un signore indipendente. La situazione era maggiormente complicata dal fatto che il secondo e il terzo re di Gerusalemme, Baldovino I e Baldovino II, erano stati conti di Edessa prima di ascendere al trono, e quindi con qualche ragione a favore di questa tesi in virtù dei propri diritti dinastici. Di fatto gli abitanti di Edessa non riconoscevano autorità superiore a quella del conte, che solitamente agiva in totale autonomia; gli interventi regi erano abbastanza rari, e coronati da successo solo in virtù del maggior potere militare dei sovrani di Gerusalemme. Le venute del re erano comunque di solito ben accette, in quanto spesso servivano ad allontanare il pericolo musulmano.
A livello religioso, la massima autorità della contea era l'arcivescovo di Edessa. Durante il dominio cristiano, fu l'arcivescovo latino a detenere il massimo potere e ad avere il favore del conte, mentre gli episcopi apostolici, ortodossi e siriaci rivestirono ruoli di secondo piano.

## Economia

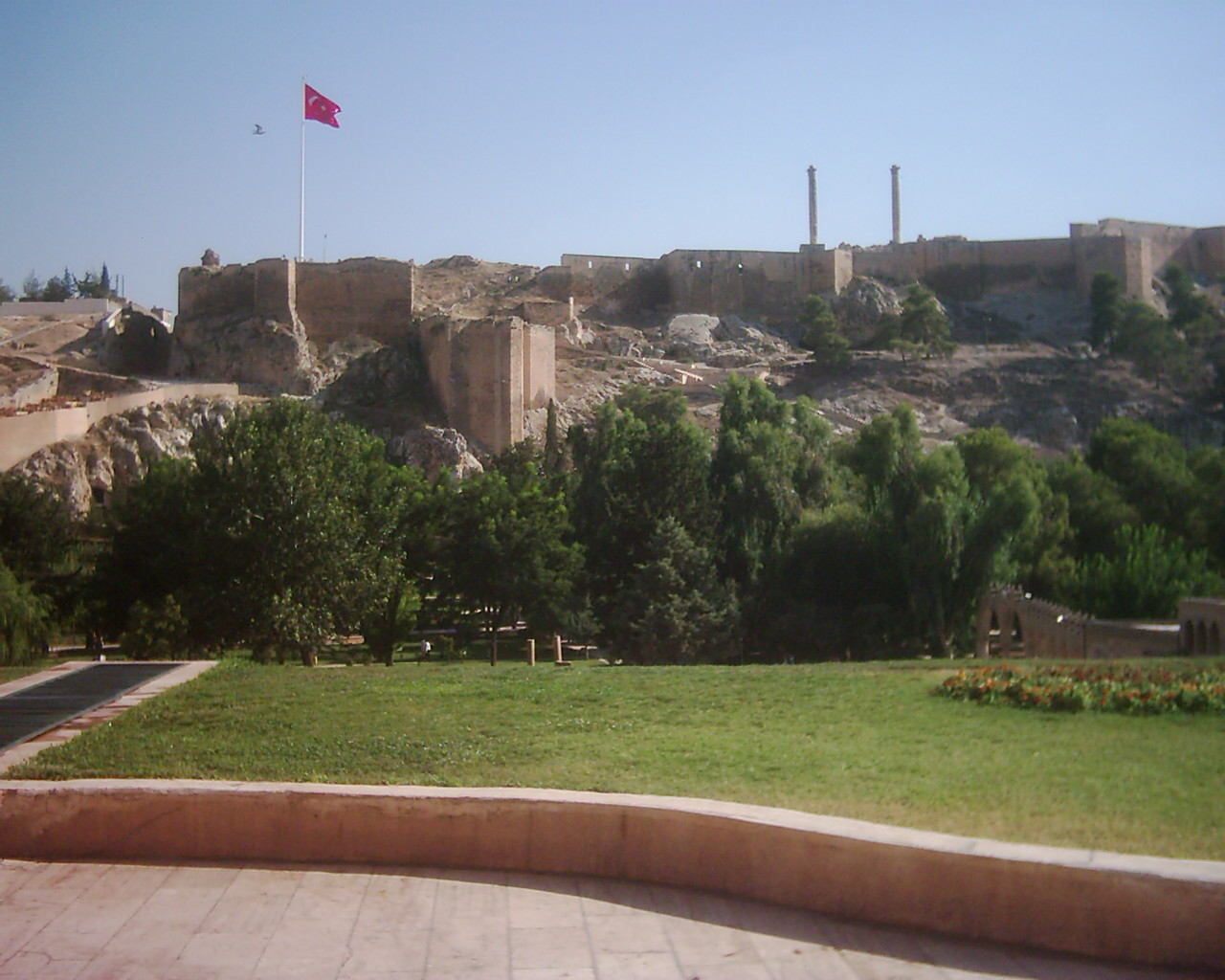
Rovine del castello di Edessa

L'economia della contea di Edessa beneficiava soprattutto della fertile valle del fiume Eufrate, che permetteva alle popolazioni locali di praticare abbondante agricoltura di sussistenza, soprattutto nella parte orientale; come testimonia anche Fulcherio di Chartres nella sua cronaca, almeno la zona di Edessa era infatti adattissima alle colture. I prodotti agricoli principali erano grano, orzo e frutta, in particolare uva; i raccolti potevano essere anche molto abbondanti, come accadde nel 1098 quando un grande carico di viveri edesseni donato da Baldovino I salvò l'esercito crociato dopo le privazioni dell'assedio di Antiochia. I centri abitati maggiori, come la stessa Edessa ma anche Saruj, Melitene e Samosata, godevano quindi di una certa ricchezza, complice il passaggio delle rotte carovaniere della via della seta. Anche attraverso le rotte edessene, i beni provenienti dall'India e dalla Cina potevano raggiungere i porti levantini, che i crociati riaprirono al commercio col resto dell'Europa occidentale grazie soprattutto all'attività delle repubbliche marinare.
A livello monetario, soprattutto il conte Baldovino I batté moneta propria, coniando un peculiare bisante in stile normanno ma con iscrizioni in greco medievale, probabilmente per renderlo compatibile con la monetazione bizantina. Anche il reggente Riccardo di Salerno, durante la propria amministrazione della contea (1104-1108), batté moneta in maniera autonoma, simile a quella coniata nella sua patria del principato di Salerno. In generale, la zecca di Edessa era di proprietà del conte (o in alternativa di chi governava per lui), che quindi deteneva il monopolio della coniazione di nuove monete controllando in toto l'economia edessena.
La classe nobiliare franca, abbracciando il sistema sociale feudale allora diffuso in Europa, si manteneva grazie alle tasse sui propri sudditi e alle scorrerie contro i vicini ricchi potentati musulmani, godendo quindi di vaste (sebbene alla lunga precarie) fonti di reddito. Secondo il cronista Alberto di Aquisgrana, la contea garantiva un gettito fiscale di più di 40 000 bisanti annui, indice della sua prosperità. Col tempo tuttavia le sempre più frequenti razzie e spedizioni turche finirono col devastare l'economia edessena, che rese quindi il mantenimento dell'apparato militare cristiano insostenibile, contribuendo quindi alla caduta della contea negli anni 1140.
Sebbene non riportato direttamente dalle fonti, il ricorso alla schiavitù a Edessa è probabile così come lo era in tutto il resto dell'Oriente. Teoricamente la dottrina cristiana aborriva il concetto di schiavitù, ma di fatto tale istituzione era florida e vi ricorrevano persino gli ordini religiosi cavallereschi, costringendovi i prigionieri musulmani pur tra lo sdegno degli altri cristiani, soprattutto europei.

## Cultura

### Architettura
A differenza degli altri Stati crociati, a Edessa il fenomeno dell'incastellamento fu limitato. Nonostante la presenza di castelli fosse tipicamente preponderante negli Stati feudali, nella contea di Edessa furono erette pochissime costruzioni di tale tipo, e la fortezza di Turbessel rimane l'esempio più notevole.
In generale, l'architettura latina influenzò poco lo stile urbanistico della contea di Edessa, che rimase ancorato alla tradizione armena, la quale non conosceva i castelli, e quindi anche la cinta muraria e la cittadella di Edessa, nonostante frequenti riparazioni e ampliamenti effettuati dai franchi, non furono modellate secondo il canone europeo. Inoltre alcune caratteristiche dell'architettura armena, come le torri a pianta rotonda, furono particolarmente apprezzate dai latini per la loro efficacia difensiva, e le adottarono a loro volta nella costruzione di fortificazioni sia in Oriente che in Europa. Altro motivo della mancanza di castelli e altri importanti costruzioni di matrice franca fu anche la cronica mancanza di fondi dei governatori edesseni, poiché le continue campagne militari in cui era coinvolta la contea si rivelarono un importante costo da sostenere per le casse comitali. L'edificio religioso edesseno di maggiore importanza era la cattedrale latina di Turbessel, in seguito del tutto scomparsa.

### Letteratura

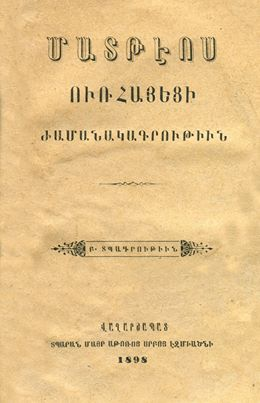
Copertina della cronaca in lingua armena di Matteo di Edessa

La letteratura edessena fu afferente in tutto o quasi alla cronachistica medievale, genere preponderante all'epoca. Il primo letterato della contea di Edessa fu il francese Fulcherio di Chartres, ricordato per la sua cronaca Historia Hierosolymitana. Fulcherio, sempre al seguito del conte Baldovino I, di cui era confessore, assistette alla fondazione della contea e narrò le imprese del suo signore, seguendolo nel Regno di Gerusalemme quando fu chiamato a governarlo e rimanendo quindi poco tempo in territorio edesseno; fu comunque l'unico cronista latino ad aver mai effettivamente visitato la contea, e che quindi poteva fornirne diretta testimonianza. Pur non mettendo mai piede in Terrasanta, anche il tedesco Alberto di Aquisgrana narrò della contea di Edessa, scrivendo solo dopo aver raccolto le testimonianze dei crociati di ritorno in Europa dalle spedizioni militari.
Originario della contea e ivi residente era invece Matteo di Edessa, monaco di origine armena autore di un'importante cronaca, anch'essa in lingua armena, che fornisce il punto di vista di un locale e non di un forestiero. Nella sua opera Matteo, fortemente critico coi conti Baldovino I e Baldovino II, è invece fortemente elogiativo di Tancredi di Galilea e soprattutto del conte Joscelin I, rivelando il possibile favore accordatogli da tali personaggi e lodando la loro liberalità e tolleranza religiosa. La vita di Matteo corrispose all'intera esistenza della contea, che quindi fu documentata nella sua cronaca fino agli anni 1130; il cronista fu tuttavia ucciso durante la caduta di Edessa nel 1144, e la sua cronaca fu in seguito completata da un altro monaco armeno di nome Gregorio.
Non mancano esempi di letteratura edessena in lingua siriaca: il patriarca della Chiesa ortodossa siriaca Michele il Siro visse nel XII secolo nella contea di Edessa, sia sotto dominio cristiano che poi sotto quello musulmano, documentando nella sua cronaca gli eventi di quegli anni in quei territori e lodando a sua volta la tolleranza religiosa dei franchi, a differenza dei precedenti dominatori bizantini. Nel secolo successivo un simile lavoro documentario fu compiuto anche da un suo successore, il patriarca Barebreo. Lo stesso argomento è trattato anche in un'anonima Cronaca siriaca, compilata nei primi decenni del XIII secolo.

### Annotazioni
1. ↑  Il titolo ufficiale, almeno inizialmente, era doux di Edessa, più familiare ai locali che non il conte latino. Cfr. Jones 2019, p. 1071.
2. ↑  Con tale nome erano indistintamente chiamati in arabo tutti i cristiani europei che si recavano alle crociate e si stabilivano in Terrasanta.

### Riferimenti
1. 1 2 3 4 5 6 7 8 9 10 11 12 13  Murray 2022, cap. 3 - The Franks on the Euphrates, p. 2.
2. 1 2 3 4 5 6 7 8 9 10 11 12  (EN) The Crusader States, su britannica.com.
3. 1 2 3 4 5 6 7 8 9 10 11  Runciman 2005, cap. «Outremer» e i suoi vicini, pp. 290-291.
4. 1 2 3 4 5 6 7 8  Barber 2012, p. 36.
5. 1 2 3 4 5  Tyerman 2007, cap. 6: The Latin States - Edessa, p. 1.
6. 1 2 3 4 5 6 7  Murray 2022, cap. 3 - The Franks on the Euphrates, p. 3.
7. ↑  Murray 2022, cap. Allies and enemies.
8. 1 2  Richard 1999, p. 150.
9. ↑  Richard 1999, pp. 150, 173.
10. 1 2 3 4 5 6 7 8 9 10 11 12 13 14  (EN) Siege of Edessa (1144), su britannica.com.
11. 1 2 3  Bridge 2023, p. 130.
12. ↑  Zacour e Hazard 1985, p. 47.
13. ↑  Andrea 2003, p. 67.
14. ↑  Richard 1999, p. 181.
15. 1 2  Zacour e Hazard 1985, p. 50.
16. ↑  Zacour e Hazard 1985, p. 65.
17. ↑  Zacour e Hazard 1985, p. 66.
18. ↑  Zacour e Hazard 1985, p. 68.
19. ↑  Richard 1999, p. 190.
20. ↑  Richard 1999, p. 196.
21. ↑  Zacour e Hazard 1985, p. 75.
22. ↑  Runciman 2005, cap. Equilibrio nel nord, p. 397.
23. 1 2  Zacour e Hazard 1985, p. 80.
24. ↑  Richard 1999, pp. 180-181.
25. 1 2 3 4 5 6 7  Runciman 2005, cap. Interludio armeno, pp. 169-170.
26. ↑  Barber 2012, p. 45.
27. ↑  Murray 2022, cap. 3 - The Franks on the Euphrates, p. 1.
28. 1 2 3 4 5 6  Barber 2012, p. 71.
29. 1 2 3 4 5 6  Monti 2012, cap. La prima crociata.
30. 1 2 3 4 5 6 7 8 9  Porteous 1975, p. 169.
31. 1 2  Barber 2012, p. 69.
32. ↑  Runciman 2005, cap. Interludio armeno, p. 171.
33. 1 2  Runciman 2005, cap. Interludio armeno, p. 173.
34. 1 2 3 4 5 6 7 8  Barber 2012, p. 70.
35. ↑  Runciman 2005, cap. Interludio armeno, pp. 174-175.
36. 1 2  Jones 2019, p. 1070.
37. ↑  Runciman 2005, cap. Interludio armeno, pp. 177, 180.
38. 1 2 3  Runciman 2005, cap. Interludio armeno, p. 181-182.
39. 1 2  Bridge 2023, p. 84.
40. 1 2  Runciman 2005, cap. Interludio armeno.
41. ↑  Porteous 1975, p. 170.
42. 1 2 3 4 5  Runciman 2005, cap. Interludio armeno, p. 182.
43. 1 2 3 4  Jones 2019, p. 1071.
44. 1 2  Runciman 2005, cap. Interludio armeno, p. 179.
45. ↑  Runciman 2005, cap. Interludio armeno, pp. 179-180.
46. ↑  Runciman 2005, cap. Interludio armeno, pp. 178, 182-183.
47. 1 2 3  Runciman 2005, cap. Interludio armeno, p. 180.
48. ↑  Runciman 2005, cap. Interludio armeno, pp. 180-181.
49. ↑  Runciman 2005, cap. Interludio armeno, p. 181.
50. 1 2 3 4 5  Runciman 2005, cap. Interludio armeno, p. 181.
51. ↑  Runciman 2005, cap. Interludio armeno, pp. 181-182.
52. 1 2 3  Morton 2020, p. 43.
53. 1 2 3 4 5  Barber 2012, p. 72.
54. ↑  Runciman 2005, cap. Interludio armeno, pp. 182-183.
55. ↑  Bridge 2023, p. 86.
56. 1 2  Runciman 2005, cap. Il regno di Gerusalemme, p. 275.
57. ↑  Runciman 2005, cap. Il regno di Gerusalemme, p. 276.
58. 1 2 3 4 5  Morton 2020, p. 44.
59. ↑  Runciman 2005, cap. Il regno di Gerusalemme, pp. 276-277.
60. 1 2 3 4 5 6  Runciman 2005, cap. Il regno di Gerusalemme, p. 277.
61. 1 2  Monti 2012, cap. Gerusalemme al pari di Roma.
62. 1 2  Liebau 2016, p. 24.
63. 1 2 3 4 5 6 7 8 9 10 11 12 13 14 15 16 17 18 19 20 21 22  Tyerman 2007, cap. 6: The Latin States - Edessa, p. 2.
64. 1 2 3 4 5 6 7 8 9 10 11 12 13 14 15 16 17  Monti 2012, cap. Gli Armeni e i Greci.
65. 1 2  Murray 2022, cap. 4 - From expansion to defeat (1100-1108), p. 1.
66. 1 2 3  Richard 1999, p. 209.
67. 1 2 3 4  Barber 2012, p. 74.
68. 1 2 3 4 5 6 7 8 9 10  Barber 2012, p. 75.
69. 1 2 3 4 5  Murray 2022, cap. 4 - From expansion to defeat (1100-1108), p. 7.
70. 1 2 3 4 5 6 7 8 9 10 11  (EN) Battle of Harran (1104), su britannica.com.
71. 1 2 3 4 5 6 7 8 9 10 11 12  Morton 2020, p. 45.
72. 1 2  Murray 2022, cap. 4 - From expansion to defeat (1100-1108), p. 4.
73. 1 2 3 4 5 6  Richard 1999, pp. 209-210.
74. ↑  Runciman 2005, cap. I principi normanni di Antiochia, pp. 325-326.
75. 1 2  Runciman 2005, cap. I principi normanni di Antiochia, pp. 320, 328.
76. ↑  Runciman 2005, cap. I principi normanni di Antiochia, p. 320.
77. 1 2 3 4 5 6 7 8 9 10  Monti 2012, cap. L'unità monarchica degli Stati Crociati.
78. ↑  Runciman 2005, cap. I principi normanni di Antiochia.
79. ↑  Runciman 2005, cap. I principi normanni di Antiochia, p. 322.
80. 1 2 3 4 5 6 7  Barber 2012, p. 76.
81. 1 2 3 4  Richard 1999, p. 148.
82. 1 2 3  Morton 2020, p. 46.
83. 1 2  Morton 2020, p. 47.
84. ↑  Barber 2012, p. 77.
85. ↑  Barber 2012, pp. 77-81.
86. ↑  Barber 2012, p. 81.
87. 1 2 3 4 5  Murray 2022, cap. 4 - From expansion to defeat (1100-1108), p. 10.
88. 1 2  Richard 1999, pp. 220-221.
89. ↑  Morton 2020, p. 39.
90. 1 2 3  Liebau 2016, p. 25.
91. ↑  Barber 2012, p. 109.
92. 1 2 3 4 5  Barber 2012, p. 110.
93. ↑  Runciman 2005, cap. L'apogeo, p. 410.
94. 1 2 3 4  Barber 2012, p. 117.
95. 1 2 3  Jones 2019, p. 1123.
96. ↑  Jones 2019, pp. 1124-1125.
97. 1 2  Morton 2020, p. 48.
98. 1 2 3  Liebau 2016, p. 26.
99. ↑  Nicholson 1973, p. 3.
100. ↑  Liebau 2016, p. 23.
101. 1 2  Runciman 2005, cap. Re Baldovino II, p. 433.
102. 1 2  Richard 1999, p. 240.
103. 1 2 3 4 5 6 7 8 9 10 11  Tyerman 2007, cap. 6: The Latin States - Edessa, p. 3.
104. 1 2 3 4  Nicholson 1973, p. 4.
105. 1 2  Barber 2012, p. 147.
106. 1 2 3 4 5 6 7 8 9 10  Barber 2012, p. 148.
107. ↑  Nicholson 1973, pp. 4-5.
108. ↑  Richard 1999, p. 173.
109. 1 2  Nicholson 1973, p. 5.
110. ↑  Richard 1999, pp. 244-245.
111. ↑  Bridge 2023, p. 154.
112. ↑  Richard 1999, pp. 246-247.
113. 1 2  Richard 1999, p. 248.
114. 1 2 3 4  Liebau 2016, p. 27.
115. 1 2 3  Bridge 2023, p. 156.
116. 1 2  Zacour e Hazard 1985, p. 83.
117. 1 2 3 4  Nicholson 1973, p. 6.
118. 1 2  Jones 2019, cap. 14 - Le spade dei nostri padri, p. 1.
119. 1 2 3 4  Jones 2019, cap. 14 - Le spade dei nostri padri, p. 2.
120. 1 2 3   Matteo di Edessa, su treccani.it.
121. ↑  Morton 2020, p. 49.
122. 1 2 3 4 5 6 7  Tyerman 2007, cap. 6: The Latin States - Edessa, p. 4.
123. 1 2 3  Barber 2012, p. 149.
124. ↑  Nicholson 1973, p. 7.
125. ↑  Bridge 2023, p. 157.
126. ↑  Jones 2019, cap. 14 - Le spade dei nostri padri, p. 5.
127. 1 2  Nicholson 1973, p. 9.
128. ↑  Zacour e Hazard 1985, p. 98.
129. 1 2 3 4 5 6 7 8 9 10 11  Barber 2012, p. 150.
130. 1 2 3  Nicholson 1973, p. 10.
131. 1 2 3  Nicholson 1973, p. 11.
132. 1 2  Nicholson 1973, p. 12.
133. ↑  Nicholson 1973, pp. 13-14.
134. ↑  Richard 1999, pp. 266-269.
135. ↑  Andrea 2003, p. 281.
136. ↑  Nicholson 1973, pp. 15-16.
137. ↑  Nicholson 1973, pp. 14-15.
138. ↑  Nicholson 1973, p. 17.
139. 1 2 3  Zacour e Hazard 1985, p. 81.
140. ↑  Nicholson 1973, pp. 17-18.
141. ↑  Nicholson 1973, p. 18.
142. ↑  Nicholson 1973, pp. 18-19.
143. ↑  Bridge 2023, p. 173.
144. ↑  Barber 2012, p. 151.
145. ↑  Nicholson 1973.
146. ↑  Zacour e Hazard 1985, p. 36.
147. 1 2 3  Andrea 2003, p. 88.
148. ↑  Blaydes e Paik 2016, p. 561.
149. ↑  Murray 2022, cap. 3 - The Franks on the Euphrates, p. 7.
150. ↑  Porteous 1975, p. 176.
151. ↑  Porteous 1975, pp. 170-171.
152. ↑  Zacour e Hazard 1985, p. 220.
153. 1 2  Andrea 2003, p. 304.
154. ↑  Andrea 2003, p. 55.
155. ↑  Richard 1999, p. 188.
156. 1 2  Andrea 2003, p. 133.
157. 1 2  (EN) Cronaca di Matteo di Edessa, XII secolo.
158. 1 2 3 4 5  Murray 2022, cap. Introduction, p. 4.